# Wädenswil

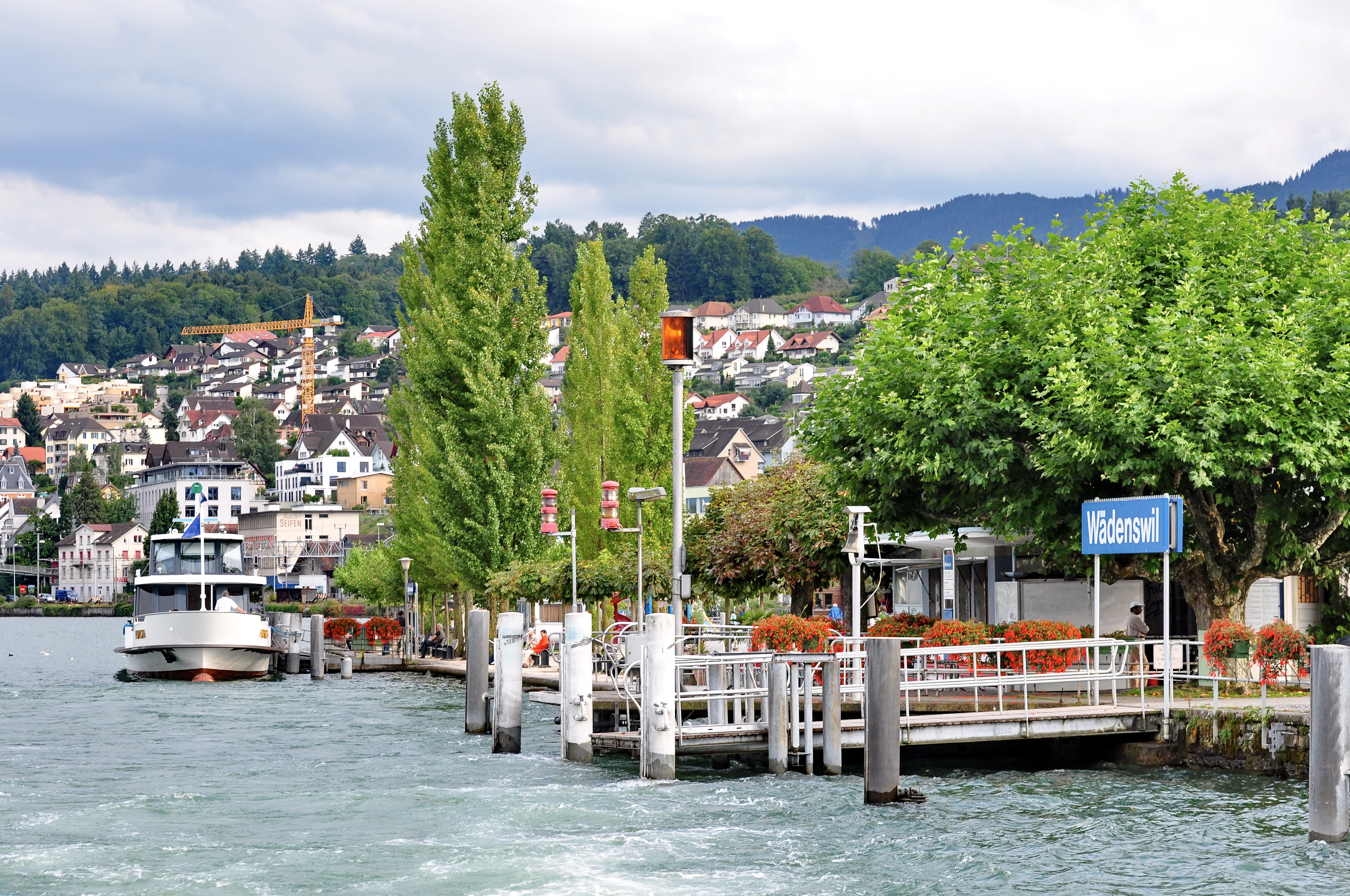
Schiffstation Wädenswil am Zürichsee

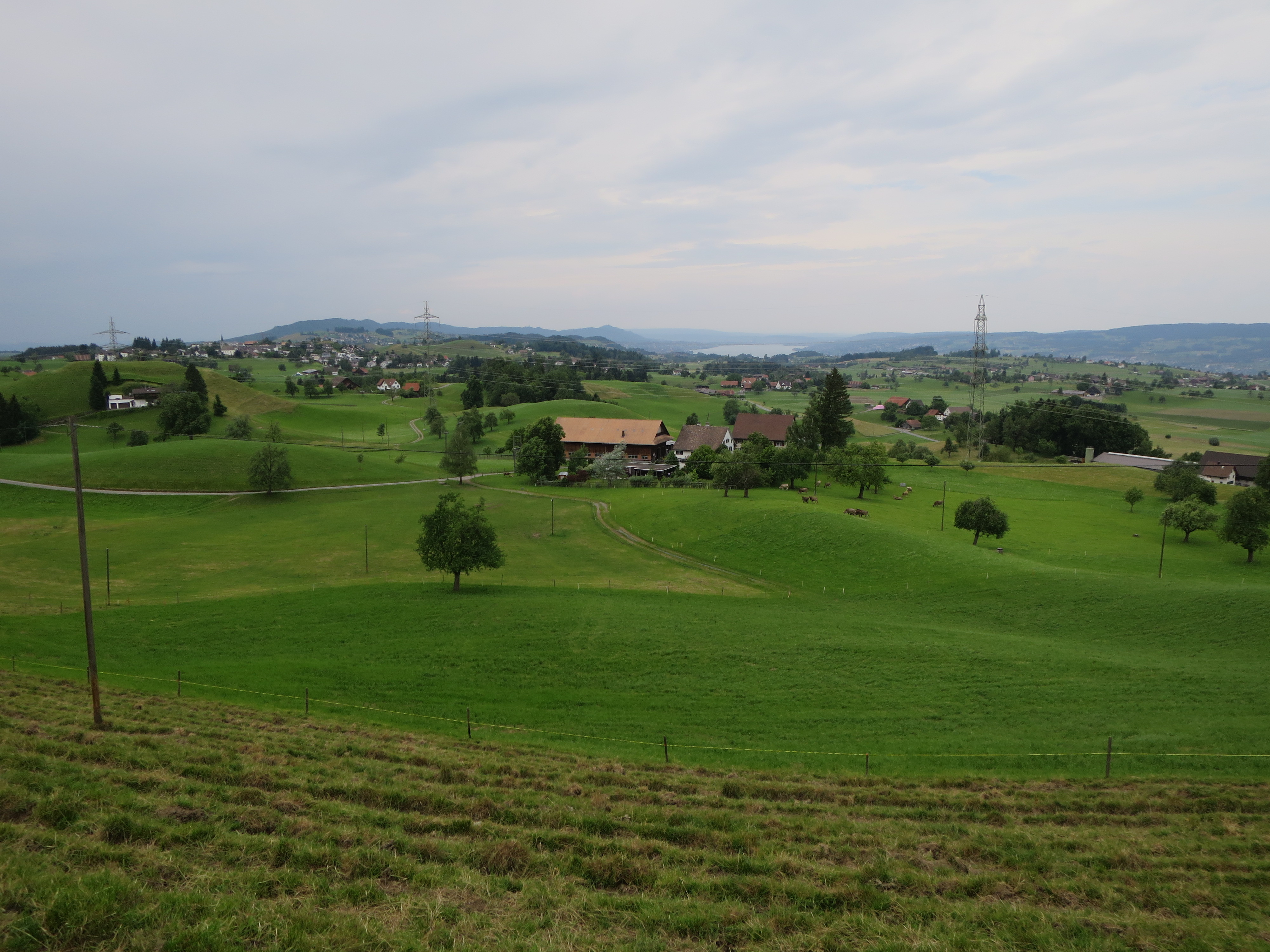
Landschaft Schönenberg

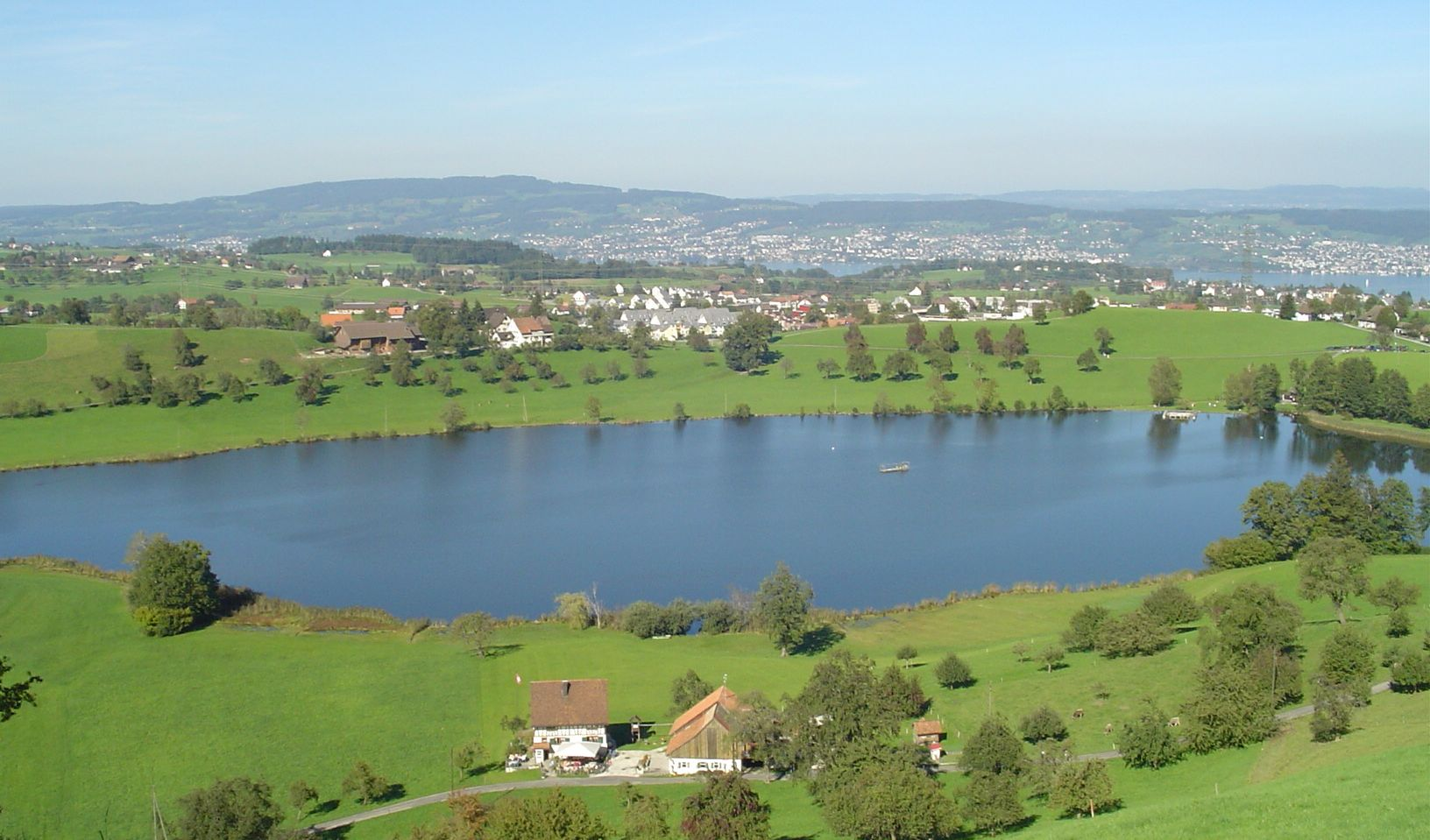
Hüttnersee, im Hintergrund Pfannenstielkette

Wädenswil (älter zürichdeutsch Wättischwiil, jünger Wädischwiil, salopp kurz Wädi) ist eine politische Gemeinde und Mittelstadt im Schweizer Kanton Zürich, zu dessen Bezirk Horgen sie gehört. Nach der Eingemeindung von Schönenberg und Hütten am 1. Januar 2019 wuchs die Stadt Wädenswil um 17,39 km² auf 35,64 km² und ist damit flächenmässig die drittgrösste Gemeinde des Kantons Zürich.

## Geographie

### Landschaft und Siedlungen
Die Stadt liegt am oberen linken Zürichseeufer mit dem volkstümlichen Namen Pfnüselküschte. Sie dehnt sich vom Zimmerberg an der Autobahn A3 Zürich–Chur über die Sihl hinaus bis ins schweizerische Voralpengebiet zur Hügelkette Höhronen (1229 m ü. M.) aus. Neben dem Zürichsee befinden sich auf dem Gemeindegebiet der Hüttnersee und der Ausee sowie mehrere Weiher, etwa der Reidbachweiher, der Sennweidweiher der Bachgadenweiher, der Teufenbachweiher oder der Schönenbergerweiher, sowie kleinere Tobel mit Wasserfällen, etwa das Gulmentobel oder das Reidbachtobel mit dem Giessbachfall. Der Zürichsee mit Seeuferweg, Halbinsel Au und die umliegende Landschaft, insbesondere auch die neuen Gebiete Schönenberg und Hütten, sind beliebte Freizeitziele. Die Ortsnamendatenbank ortsnamen.ch enthält in den drei ehemaligen Gemeinden rund 200 Siedlungsnamen mit Deutung über die Herkunft. In der Stadt Wädenswil dienen 60,9 % der Landwirtschaft, 15,3 % ist mit Wald bedeckt, 5,5 % ist Verkehrsfläche und 14,7 % Siedlungsgebiet, 1,3 % sind Gewässer, und 2,3 % ist unproduktiv (Stand 2018).

### Ortsteile

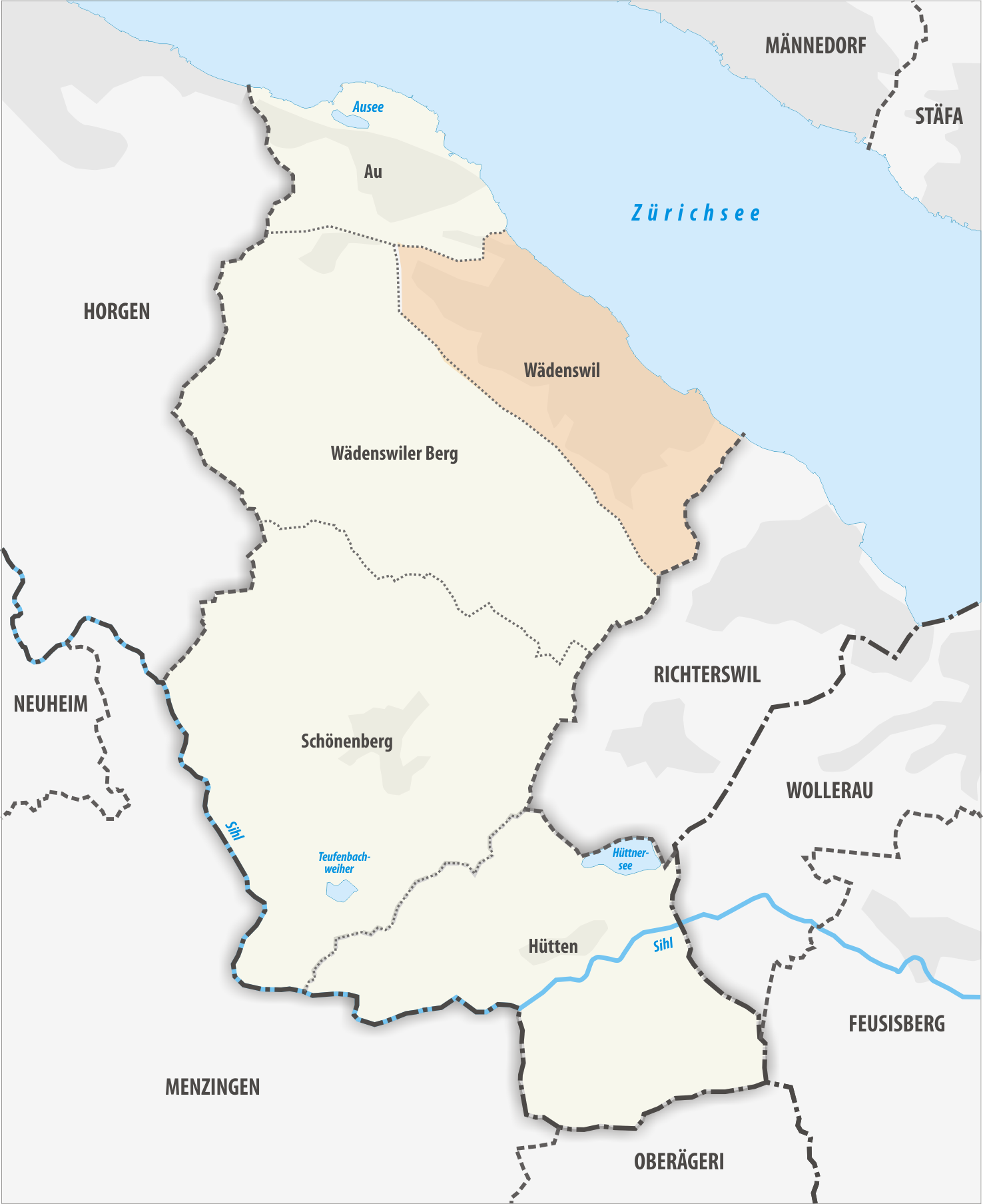
Ortsteil Wädenswil

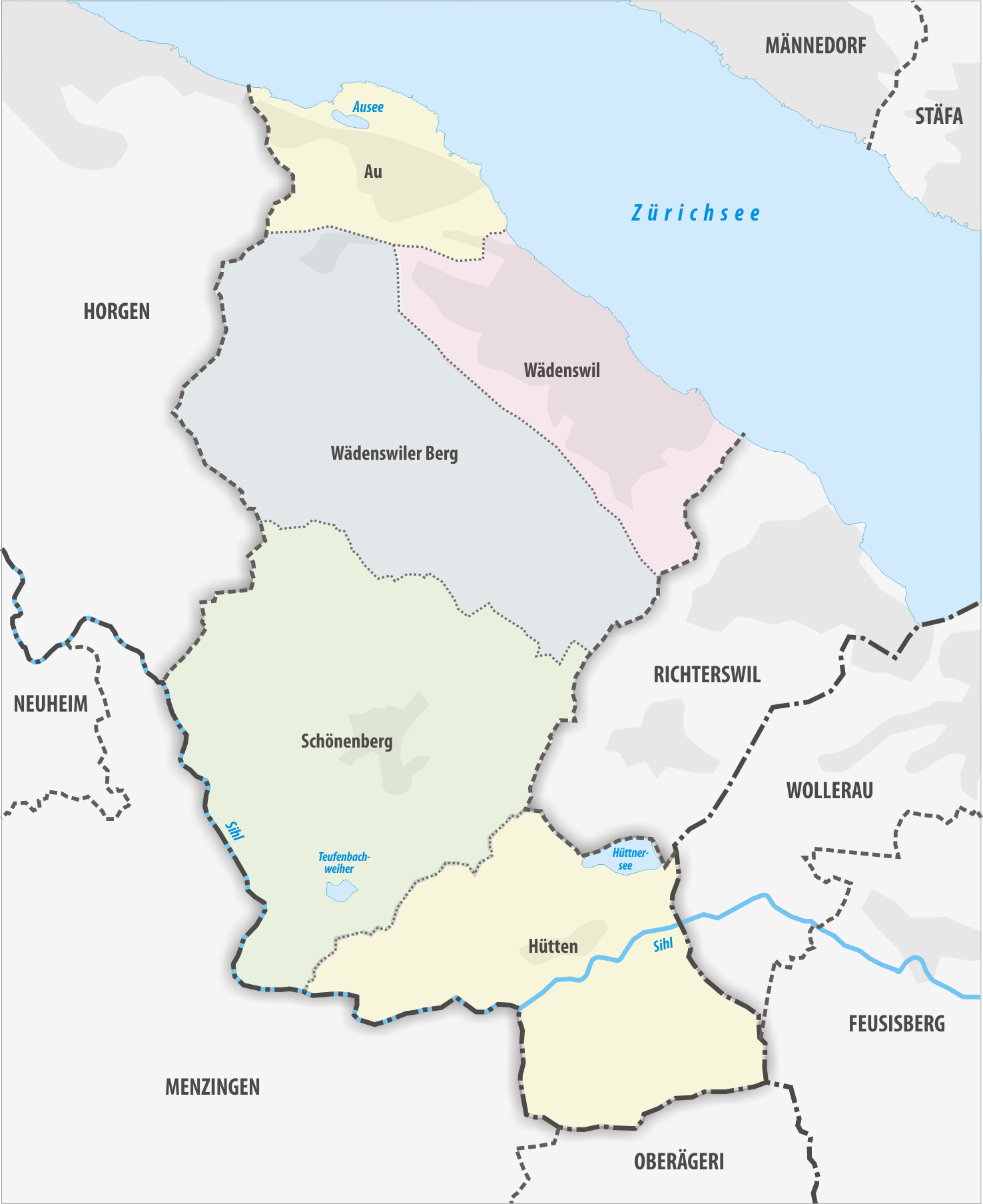
Ortsteile und Nachbargemeinden der Stadt Wädenswil

Die Stadt gliedert sich in folgenden fünf Orts-/Gemeindeteile:
- Wädenswil gehört zur Ortschaft 8820 Wädenswil und dehnt sich vom See knapp bis zur Autobahn hinauf aus.
- Wädenswiler Berg gehört ebenfalls zur Ortschaft 8820 Wädenswil und dehnt sich knapp unterhalb der Autobahn bis zur ehemaligen Gemeindegrenze von Schönenberg hinauf aus.
- Au entspricht der Ortschaft 8804 Au ZH.
- Schönenberg entspricht der Ortschaft 8824 Schönenberg ZH und dem Gebiet der ehemaligen Gemeinde Schönenberg ZH, welche am 1. Januar 2019 in die Stadt Wädenswil eingemeindet wurde.
- Hütten entspricht der Ortschaft 8825 Hütten und dem Gebiet der ehemaligen Gemeinde Hütten, welche am 1. Januar 2019 in die Stadt Wädenswil eingemeindet wurde.

Die Gliederung der Stadt Wädenswil in Ortsteile erfolgt im geografischen Sinn und hat keine rechtliche Bedeutung. Die einzelnen Ortsteile sind teilweise weiter gegliedert wie z. B. der Ortsteil Au in Ober-, Mittel- und Unterort. Solche Gebiete (Quartiere) können einzelne untergeordnete Örtlichkeiten aufweisen wie z. B. der Mittelort die Gebiete (Quartierteile) Grundstein, Appital und Moosacher. Die Begriffe für «Ortsteile» und «Quartiere» werden zum Teil unterschiedlich verwendet. Der Ortsteil Au wird z. B. auch als Quartier bezeichnet (vgl. Quartierverein). Der Ortsteil Schönenberg wird als «Dorf» (vgl. Dorfverein) bezeichnet.

### Ortsteil Wädenswil
Das Innerortsgebiet des Ortsteils Wädenswil respektive der Ort «Wädenswil» ist an den Hauptstrassen mit blauen und an den Nebenstrassen mit weissen Ortschildern «Wädenswil» abgegrenzt. Im Ortsteil Wädenswil existieren nicht genau abgrenzbare Quartiere. Auf Landeskarten sind aus Darstellungsgründen nicht alle Quartiere bezeichnet. Im Zentrum von Orten sind häufig gerade die Namen des Ortes kartiert.
Der Dorf-/Stadtkern, zu welchem der Bahnhof Wädenswil wie auch die reformierte und die katholische Kirche gehören, reicht vom Zürichsee bis etwa an die 1900 gebaute Oberdorfstrasse, welche beim Bau (wie der Name ausdrückt) das Dorf bergwärts begrenzte. Im Dorf-/Stadtkern sind die Stadtverwaltung und zahlreiche Einkaufsgeschäfte angesiedelt. Am Rande des Kerngebietes befindet sich an der Schlossbergstrasse das einzige Kino in Wädenswil. Das Kernquartier des Ortsteils Wädenswil wird von seinen Bewohnern oft «Stadt» oder «Dorf» genannt, von den Bewohnern in den anderen Ortsteilen «Wädenswil». Zitat von Peter Ziegler aus dem im Jahre 2010 verfassten Artikel «Bauerndorf, Industriestadt, Schulort: das Auf und Ab der Textilindustrie prägte Wädenswils Entwicklung»: Wädenswil ist weder Dorf noch Stadt – sondern beides. Vom Charakter her ein Dorf geblieben, gut erschlossen durch einen schon 1953 eingeführten Busbetrieb. Ein Dorf mit restaurierten alten Bauten und zugehörigen Gärten und Grünflächen, mit kultureller Eigenständigkeit und einem regen Vereinsleben. Ein Dorf mit guter sozialer Durchmischung; ein Dorf auch, in dem man sich noch häufig auf der Strasse grüsst. Ein Dorf, dem manche noch lange keine Verstädterung wünschen.
Zu den auf der aktuellen Landeskarte 1:10‘000 kartierten Quartieren (oder Quartierteilen) des Ortsteils Wädenswil gehören: Boller, Eichhof, Giessen, Grüental, Hangenmoos, Holzmoosrüti, Im Staubeweidli, Meierhof, Meierhofrain, Neudorf, Oberer Leihof, Rothus, Rötiboden, Sandhof, Schloss, Tiefenhof, Tobelrain, Unterer Leihof, Untermosen, Waisenhaus. Ausserhalb des dicht bebauten Siedlungsgebietes existieren einzelne Höfe/Weiler wie Zollinger Häuser, Unterfelsen, Eichmüli und Neuguet.

### Nachbargemeinden
Folgende sechs Gemeinden grenzen an die Stadt Wädenswil:
- im Kanton Zürich die Gemeinden Horgen und Richterswil
- im Kanton Zug die Gemeinden Menzingen ZG und Oberägeri
- im Kanton Schwyz die Gemeinden Feusisberg und Wollerau

Am Höhronen findet sich ein Dreikantonseck (Schwyz, Zug und Zürich) ().

### Klima
Für die Normalperiode 1991–2020 beträgt die Jahresmitteltemperatur 10,0 °C, wobei im Januar mit 1,0 °C die kältesten und im Juli mit 19,3 °C die wärmsten Monatsmitteltemperaturen gemessen werden. Im Mittel sind hier rund 68 Frosttage und 18 Eistage zu erwarten. Sommertage gibt es im Jahresmittel rund 46, während im Schnitt 8 Hitzetage zu verzeichnen sind. Die Messstation von MeteoSchweiz liegt auf einer Höhe von 485 m ü. M.
|                        | Jan  | Feb  | Mär  | Apr  | Mai  | Jun  | Jul  | Aug  | Sep  | Okt  | Nov  | Dez  |   |      |
| Mittl. Temperatur (°C) | 1,0  | 1,8  | 5,8  | 9,8  | 13,9 | 17,5 | 19,3 | 18,9 | 14,7 | 10,3 | 5,2  | 1,9  | ⌀ | 10,1 |
| Mittl. Tagesmax. (°C)  | 3,5  | 5,2  | 10,2 | 14,8 | 19,0 | 22,6 | 24,5 | 23,9 | 19,1 | 13,9 | 7,9  | 4,2  | ⌀ | 14,1 |
| Mittl. Tagesmin. (°C)  | −1,4 | −1,2 | 1,9  | 5,2  | 9,3  | 12,9 | 14,7 | 14,5 | 10,9 | 7,3  | 2,7  | −0,4 | ⌀ | 6,4  |
|                        |      |      |      |      |      |      |      |      |      |      |      |      |   |      |
| Niederschlag (mm)      | 80   | 78   | 89   | 94   | 140  | 149  | 155  | 163  | 116  | 99   | 95   | 105  | Σ | 1363 |
|                        |      |      |      |      |      |      |      |      |      |      |      |      |   |      |
| Sonnenstunden (h/d)    | 1,8  | 3,1  | 4,6  | 6,1  | 6,4  | 7,2  | 7,5  | 7,0  | 5,4  | 3,5  | 1,9  | 1,4  | ⌀ | 4,7  |
|                        |      |      |      |      |      |      |      |      |      |      |      |      |   |      |
| Regentage (d)          | 10,4 | 9,7  | 11,3 | 10,6 | 13,0 | 13,3 | 12,9 | 12,3 | 10,5 | 10,2 | 10,1 | 11,7 | Σ | 136  |
|                        |      |      |      |      |      |      |      |      |      |      |      |      |   |      |
| Luftfeuchtigkeit (%)   | 81   | 76   | 71   | 67   | 70   | 70   | 70   | 74   | 79   | 83   | 84   | 83   | ⌀ | 75,7 |

| −1,4 |

| −1,2 |

| 1,9 |

| 5,2 |

| 9,3 |

| 12,9 |

| 14,7 |

| 14,5 |

| 10,9 |

| 7,3 |

| 2,7 |

| −0,4 |

| −1,4 |

| −1,2 |

| 1,9 |

| 5,2 |

| 9,3 |

| 12,9 |

| 14,7 |

| 14,5 |

| 10,9 |

| 7,3 |

| 2,7 |

| −0,4 |

## Geschichte

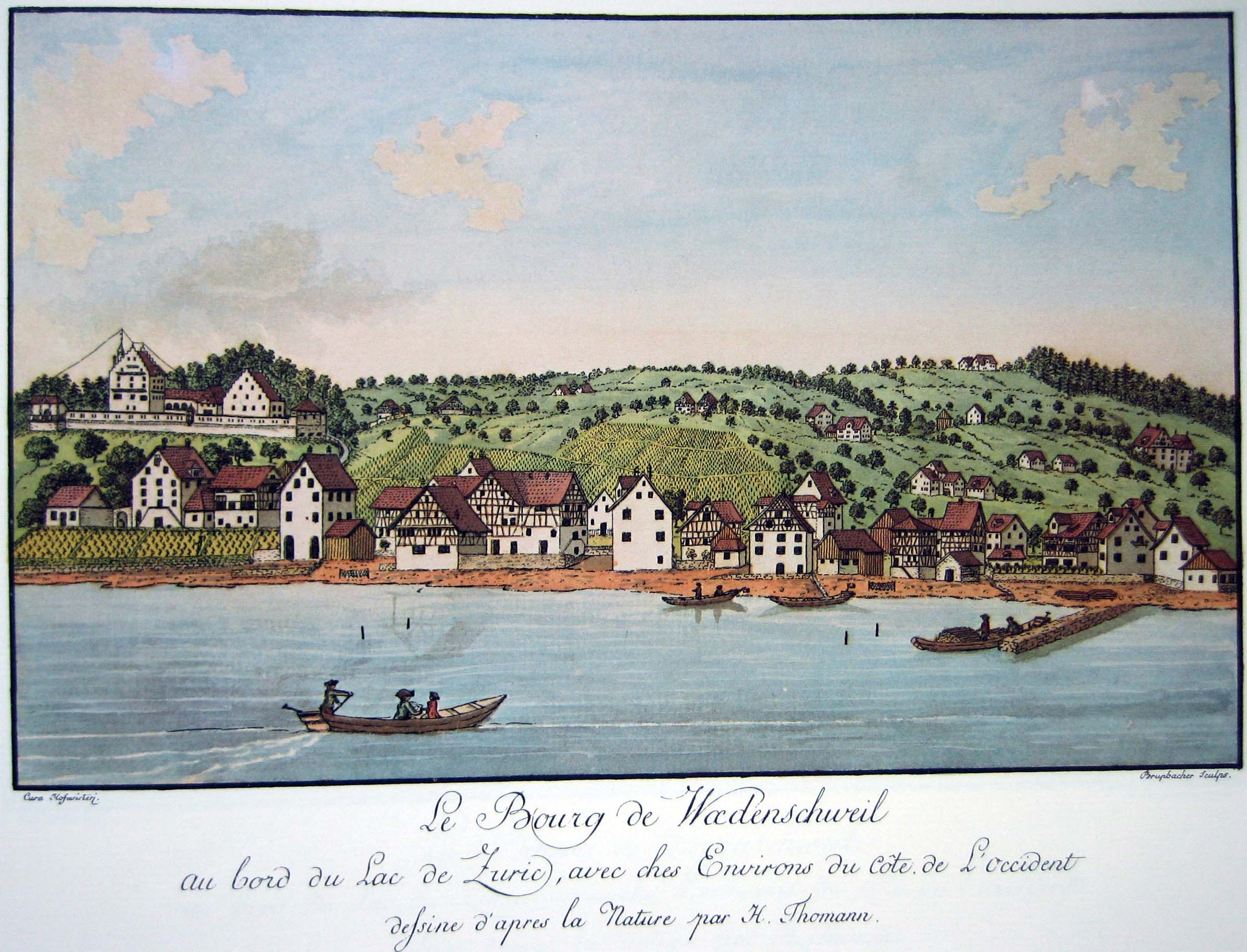
Wädenswil 1794 mit Schloss (oben links), auf einem Stich von Heinrich Brupbacher

### Altertum
Archäologische Funde aus der Jungsteinzeit belegen eine frühe Besiedlung der Halbinsel Au. Weitere Funde aus der Bronzezeit sowie aus der Römerzeit (1. Jahrhundert) zeigen, dass das Gebiet des ehemaligen Wädenswil seit über 5000 Jahren bewohnt ist.

### Mittelalter
In einem Stiftungsbrief des Klosters Fahr, dessen Echtheit nicht ganz sicher ist, wurden die Freiherren von Wädenswil («Wadinswilere») im Jahr 1130 zum ersten Mal urkundlich erwähnt. Ihren Wohnsitz, die Burg Alt-Wädenswil, errichteten die Freiherren im 13. Jahrhundert. 1287 verkaufte der letzte Freiherr Rudolf III. mangels Nachkommen die Herrschaft Wädenswil – heutige Gemeinden Wädenswil, Richterswil und Uetikon am See – an die Johanniterkommende Bubikon. Wädenswil wurde 1330 eine eigenständige Johanniterkommende. Die Kommende Wädenswil ging 1342 zwar ein Burgrecht mit der Stadt Zürich ein, blieb im Alten Zürichkrieg jedoch neutral und vermittelte zwischen den Parteien. 1529 gingen die Gemeinden Wädenswil und Richterswil zur Reformation über.

### Frühe Neuzeit
Wegen finanzieller Schwierigkeiten und Konflikten mit den reformierten Untertanen verkaufte der Johanniterorden 1549 die Herrschaft Wädenswil mit allen Rechten an den eidgenössischen Ort Zürich. Wädenswil wurde Hauptort der Landvogtei Wädenswil. Für den Landvogt wurde 1550 bis 1555 das Schloss Wädenswil erbaut. Die Burg musste nach einem Tagsatzungsbeschluss 1557 geschleift werden, weil sich Schwyz vom vergrösserten Stadtstaat Zürich bedroht fühlte.

Historisches Luftbild von 1919, aufgenommen aus 200 Metern Höhe von Walter Mittelholzer

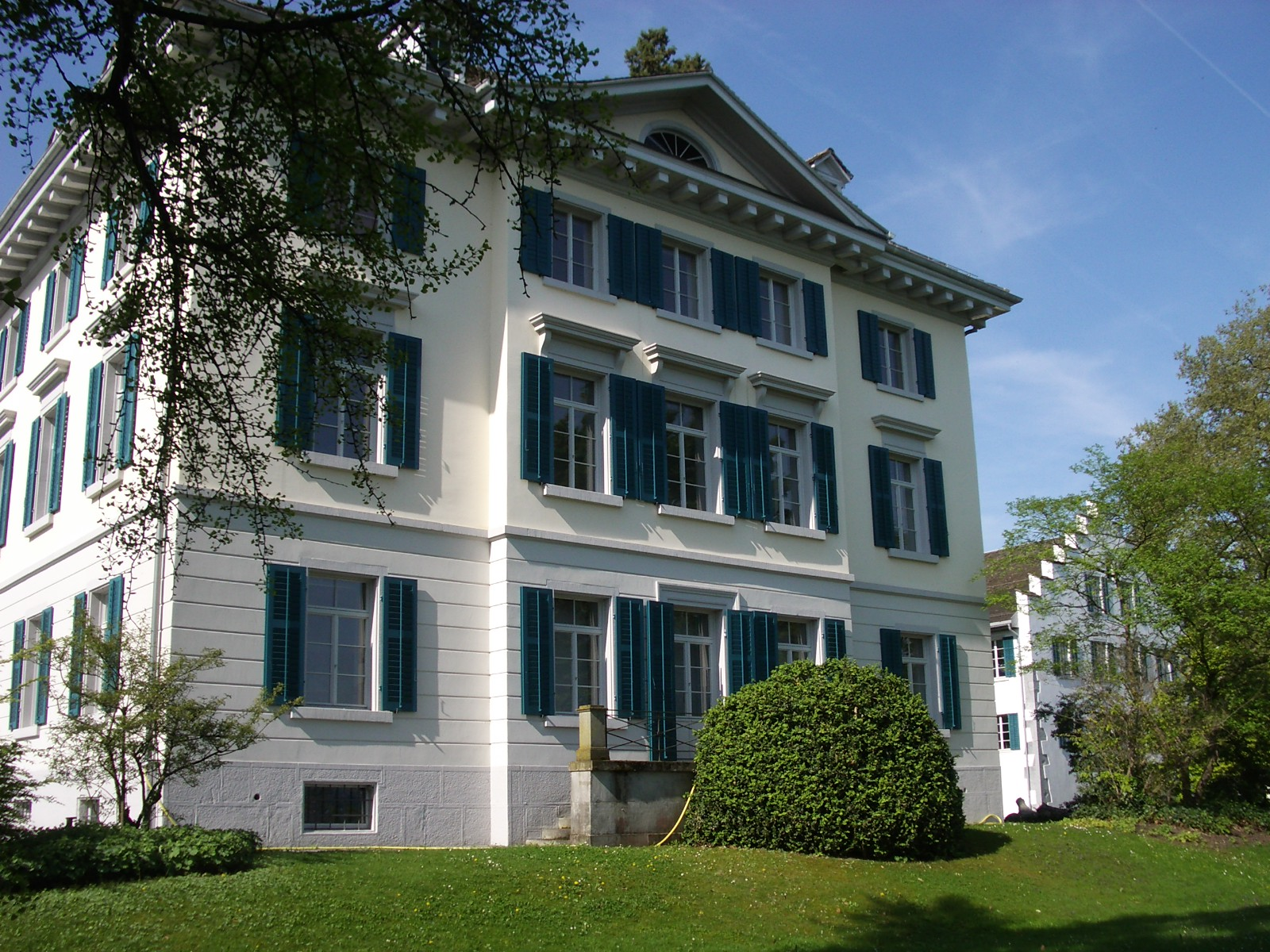
Schloss Wädenswil, erbaut 1550–1555

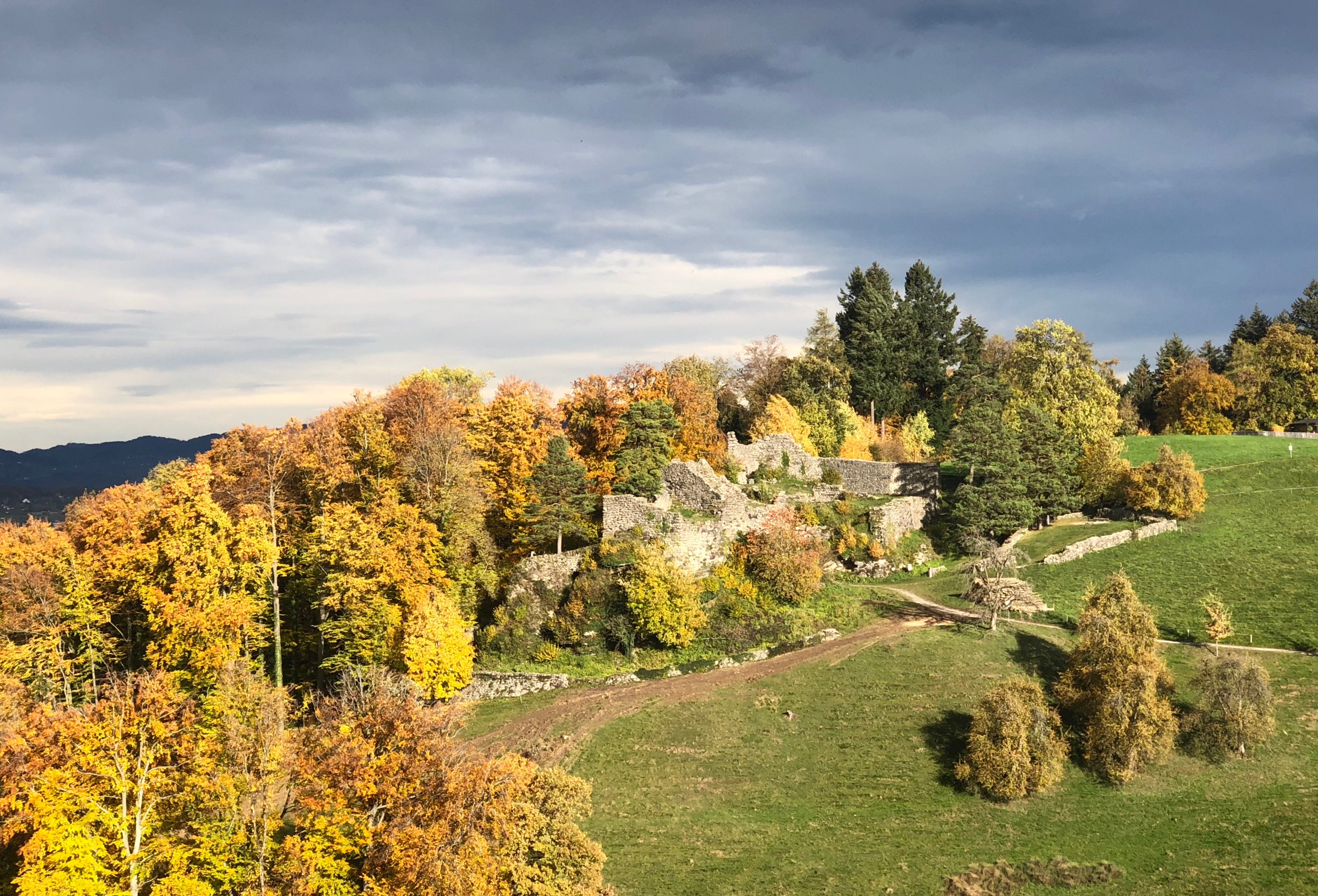
Ruine Alt-Wädenswil

Die Unruhen in der Landschaft Zürich in den Jahren 1645 und 1646 fanden ihren Höhepunkt im Wädenswiler Aufstand. Zürich konnte diese Unruhen mit Hilfe obrigkeitstreuer Untertanen unterdrücken, insbesondere jener der Grafschaft Kyburg unter Landvogt Johann Heinrich Waser, mit der Folge, dass die zürcherischen Untertanen im Bauernkrieg von 1653 stillhielten.
Nachdem 1798 die Herrschaft Zürichs zusammengebrochen war, musste der letzte Landvogt David von Orelli Wädenswil verlassen. In der Helvetik war die Munizipalität Wädenswil Teil des Distrikts Horgen. Nach dem Ende der Helvetik wollte die selbstbewusste Landbevölkerung – vor allem am Zürichsee – ihre neu erworbenen Rechte behalten. Gegen das aristokratische Zürich kam es 1804 zum bewaffneten Aufstand, dem Bockenkrieg. Das Schloss Wädenswil wurde niedergebrannt. Eidgenössische Truppen schlugen den Aufstand nieder.

### 19. bis 21. Jahrhundert
In der Restaurationszeit von 1814 bis 1830 war Wädenswil Hauptort des gleichnamigen Zürcher Oberamts. Verwaltungssitz war das 1816 wieder aufgebaute Schloss.
In den letzten drei Jahrzehnten des 19. Jahrhunderts erlebte das damalige Wädenswil im Zuge der Industrialisierung einen starken Aufschwung und wurde bereits damals schon einmal zur drittgrössten Gemeinde im Kanton Zürich. Die Infrastruktur wurde entsprechend ausgebaut: 1872 mit einer privaten Wasserversorgung, 1873 mit einem Gaswerk, 1875 mit dem Anschluss an die NOB-Eisenbahnlinie Zürich–Näfels, 1882 mit einem Telefonnetz, 1895 mit einem Elektrizitätswerk. In diesen Jahren entstanden ausserdem ein Krankenhaus, Kinderkrippen und das erste Altersheim. Um 1900 nahm auch die Arbeiterbewegung ihren Anfang. Ganze Quartiere wurden in den ersten Jahren des 20. Jahrhunderts neu gebaut, mehrere Schulhäuser entstanden, und ein neuer Friedhof wurde angelegt. 1903 wurde Wädensweil – so hiess die Gemeinde bis dahin – in Wädenswil umbenannt.
Verschiedene Einrichtungen des 20. Jahrhunderts gehen auf mäzenatische Aktivitäten der Industriellen zurück. So gründeten 1911 Fabrikanten das Au-Konsortium, mit dem der Hügel der Halbinsel Au erworben wurde, um zu verhindern, dass das Kleinod überbaut wurde.
Einer der schwersten Eisenbahnunfälle der Schweiz kostete am 22. Februar 1948 in der Einfahrt in den Bahnhof Wädenswil 22 Menschen das Leben. Ein Ski-Zug aus Sattel SZ überfuhr wegen eines Bedienungsfehlers des Lokomotivführers mit 60 km/h den Prellbock und prallte in das Betriebs- und Verwaltungsgebäude der Obst- und Weinbaugenossenschaft (heute: «Seeresidenz»).
In den 1960er und 1970er Jahren erlebte Wädenswil einen weiteren starken Aufschwung. Insbesondere im Ortsteil Au entstanden zahlreiche neue Wohnsiedlungen. Der Aufschwung führte zu einer Umgestaltung des Zentrums entlang der Hauptverkehrsachse Zugerstrasse, aber auch zu Protesten der Jugend Anfang der 1980er Jahre. Einzelne Exponenten gründeten später das Theater Ticino.
1974 entschieden sich die Stimmberechtigten von Wädenswil für die Einführung eines Parlamentes als Ersatz für die Gemeindeversammlung. Der Gemeinderat wurde damals zum Stadtrat, die Gemeinderatskanzlei zum Stadthaus.
1993 geriet Wädenswil in die internationalen Schlagzeilen, nachdem der Gemeinderat eine neue Gemeindeordnung genehmigt hatte, die ausschliesslich weibliche Formulierungen enthielt. Die Stimmberechtigten lehnten die Gemeindeordnung in einer Volksabstimmung allerdings ab.
Am 21. Mai 2017 stimmte eine Mehrheit der Stimmbürger in der Stadt Wädenswil (69 %) und den beiden Berggemeinden Schönenberg (55 %) und Hütten (80 %) einem Zusammenschluss zur neuen politischen Gemeinde Wädenswil per 1. Januar 2018 zu. Aufgrund von weitergezogenen Einsprachen gegen den beschlossenen Zusammenschluss, erfolgte der Vollzug ein Jahr später.
Gemeindeverzeichnis vor dem Gemeindezusammenschluss am 1. Januar 2019:
| Gemeindenummer | Gemeindename     |
| -------------- | ---------------- |
| 0134           | Hütten           |
| 0140           | Schönenberg (ZH) |
| 0142           | Wädenswil        |

Das Bundesamt für Statistik (BFS) führt Wädenswil nach dem Gemeindezusammenschluss unter der neuen BFS-Nummer 0293.

## Wappen

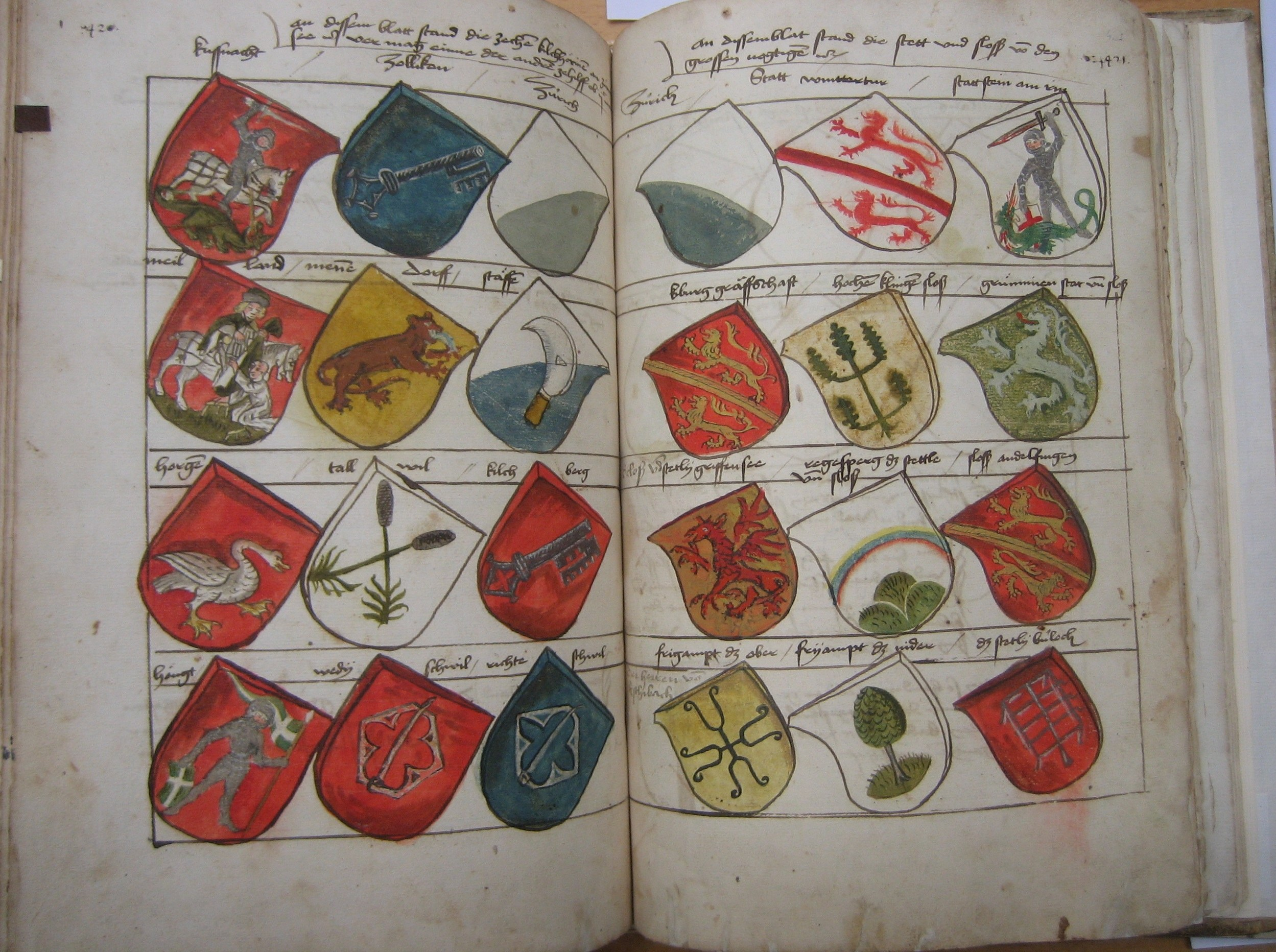
Wädenswiler Wappen (Zürcher Chronik 1485–86) von Gerold Edlibach

Blasonierung
In Rot eine goldene Mantelschliesse mit aufwärtsgerichtetem Dorn.
Das Wappen geht auf die Freiherren von Wädenswil zurück. Seit 1240 führten sie nachweisbar in ihrem Siegel eine Mantelschliesse. Das Siegelbild wurde von allen Rechtsnachfolgern der mittelalterlichen Freiherren übernommen. Die rote Ausführung des Hintergrundes und die goldene Farbe der Schnalle kamen zur Zeit der Landvogtei im 16. und 17. Jahrhundert auf. Bis 1933 zierte ein Querstift die Schnalle. Die Gemeindewappenkommission, die für die Schweizerische Landesausstellung 1939 alle zürcherischen Wappen bereinigte, griff damals auf die ältere Form zurück.

## Bevölkerung

### Statistisches
Statistik Bevölkerung und Flächen Ende 2017:
| Angabe                                             | Wädenswil        | Schönenberg      | Hütten           | Wädenswil           |
| -------------------------------------------------- | ---------------- | ---------------- | ---------------- | ------------------- |
| Gemeindenummer                                     | 0142             | 0140             | 0134             | 0293                |
| Gemeinde                                           | einzeln (bisher) | einzeln (bisher) | einzeln (bisher) | zusammengeschlossen |
| Fläche (ha)                                        | 1'735            | 1'102            | 724              | 3'561               |
| Landwirtschaftliche Nutzfläche (ha)                | 1'096            | 717              | 435              | 2'248               |
| Bevölkerung (Pers.)                                | 21'716           | 1'844            | 895              | 24'455              |
| Bevölkerungsdichte (Einw./km2)                     | 1'251,6          | 167,3            | 123,6            | 686,7               |
| Privathaushalte                                    | 9'407            | 762              | 346              | 10'515              |
| Bevölkerung: Heimat Schweiz (Pers.)                | 16'711           | 1'643            | 819              | 19'173              |
| Bevölkerung: Heimat Ausland (Pers.)                | 5'005            | 201              | 76               | 5'282               |
| Ausländeranteil (%)                                | 23,0             | 10,9             | 8,5              | 21,6                |
| Bevölkerung: reformiert (Pers.)                    | 6'729            | 830              | 379              | 7'938               |
| Bevölkerung: katholisch (Pers.)                    | 6'083            | 514              | 319              | 6'916               |
| Bevölkerung: übrige/andere/ohne Konfession (Pers.) | 8'904            | 500              | 197              | 9'601               |

### Religionen
Am 1. Januar 2019 gehörten in der Gemeinde (inkl. Ortsteile Schönenberg und Hütten) 32,0 % der Bevölkerung der evangelisch-reformierten Kirche an und 28,0 % der römisch-katholischen Kirche. 40,0 % der Bevölkerung gehörten keinem amtlich registrierten Bekenntnis (Landeskirche) an.
Seit der Volkszählung im Jahr 2000 wurde die religiöse Zusammensetzung der Einwohner, die keiner Landeskirche angehören, nicht mehr erfasst. Auf dem Gebiet der heutigen Gemeinde Wädenswil (das Gebiet zählte inklusive Schönenberg und Hütten insgesamt 22‘045 Einwohner) lag der Anteil der Einwohner, der sich zu einer anderen Religion oder Konfession bekannte, bei 12,0 %: 3,0 % waren Mitglied einer protestantischen Freikirche, 2,0 % bekannten sich zu einer Orthodoxen Kirche und 1,0 % gehörte sonstigen christlichen Gemeinschaften an. 5,0 % der Bevölkerung waren muslimischen Glaubens, und 1,0 % bekannte sich zu einer anderen Religion. Der Anteil der Bewohner ohne religiöses Bekenntnis betrug 11,0 %. Weitere 4,0 % machten bei der Volkszählung keine Angaben zu ihrer religiösen Zugehörigkeit. Wie im Rest des Kantons Zürich dürfte sich seither der Anteil der Bevölkerung mit einer christlichen Konfession ausserhalb der Landeskirchen, aber insbesondere der Anteil der Menschen mit muslimischem Glauben und derjenigen ohne Bekenntnis stark vergrössert haben.
In Wädenswil sind vertreten die Evangelische Täufergemeinde ETG, die Freie Evangelische Gemeinde Fuhr, die Pfingstmission Wädenswil, die Evangelisch-methodistische Kirche, die Heilsarmee, die Adventmission, die Neuapostolische Kirche und die Zeugen Jehovas.
Eine Moschee der Türkisch-Islamischen Gemeinschaft Wädenswil ist in einem Wohnhaus untergebracht.

### Quartier- und Dorfvereine
Diverse Quartiervereine und in Schönenberg ein Dorfverein sorgen in folgenden Ortsteilen sich um die Interessen der Bevölkerung:
- Wädenswil
  - Quartierverein Gulmenmatt[17]
  - Quartierverein Süd-Ost[18]
- Wädenswiler Berg
- Au
- Schönenberg
- Hütten

## Politik

### Gemeinderat
- Grüne: 5
- SP: 6
- GLP: 3
- EVP: 2
- Mitte: 4
- BFPW: 1
- FDP: 6
- SVP: 8

Die Legislative ist der Gemeinderat mit 35 Sitzen. Stärkste Partei ist die SVP mit 8 Sitzen. Es folgen SP und FDP mit je 6 Sitzen, Grüne mit 5 Sitzen, Die Mitte mit 4 Sitzen, die GLP mit 3 Sitzen, die EVP mit 2 Sitzen und das nur lokal tätige Bürgerliche Forum positives Wädenswil (BFPW) mit einem Sitz (Stand 2022).

### Stadtrat
Die Exekutive ist der siebenköpfige Stadtrat. Nach den Stadt- und Gemeinderatswahlen vom 27. März 2022 konstituierte sich am 11. April 2022 der neu gewählte Stadtrat: Die FDP und die SP sind mit je 2 Sitzen vertreten. Die Mitte, Grüne und GLP verfügen über je einen Sitz. Stadtpräsident ist Philipp Kutter (Die Mitte).
| Name             | Partei    | Abteilung            |
| ---------------- | --------- | -------------------- |
| Philipp Kutter   | Die Mitte | Stadtpräsident       |
| Jonas Erni       | SP        | Vizepräsident, Werke |
| Astrid Furrer    | FDP       | Planen und Bauen     |
| Christof Wolfer  | FDP       | Finanzen             |
| Daniel Tanner    | SP        | Gesellschaft         |
| Claudia Bühlmann | Grüne     | Soziales             |
| Pierre Rappazzo  | GLP       | Primarschule         |

Anlässlich der Erneuerungswahlen 2022 wurden die Abteilungen «Sicherheit und Gesundheit» und «Schule und Jugend» in «Gesellschaft» bzw. «Primarschule» umbenannt. Letztere Umbenennung trägt insbesondere dem Umstand Rechnung, dass nach der Eingemeindung der ehemaligen Berggemeinden Schönenberg und Hütten die Bildung einer Einheitsgemeinde von Primar- und Sekundarschule vom Stimmvolk abgelehnt wurde. Somit bleibt die von der politischen Gemeinde Wädenswil unabhängige Oberstufenschulgemeinde Wädenswil bestehen, der die vorgenannten Ortsteile sowie Wädenswil angehören.
Stadtschreiberin ist seit 1. Januar 2019 Esther Ramirez.

### Nationale Wahlen
Bei den Nationalratswahlen 2023 betrugen die Wähleranteile in Wädenswil: SVP 30,43 % (+1,18), SP 16,31 % (+2,46), Mitte 13,89 % (+2,49), FDP 12,40 % (−1,06), glp 10,01 % (−0,96), Grüne 9,24 % (−3,73), EVP 3,34 % (−0,82), EDU 1,28 (−0,19).

## Wirtschaft

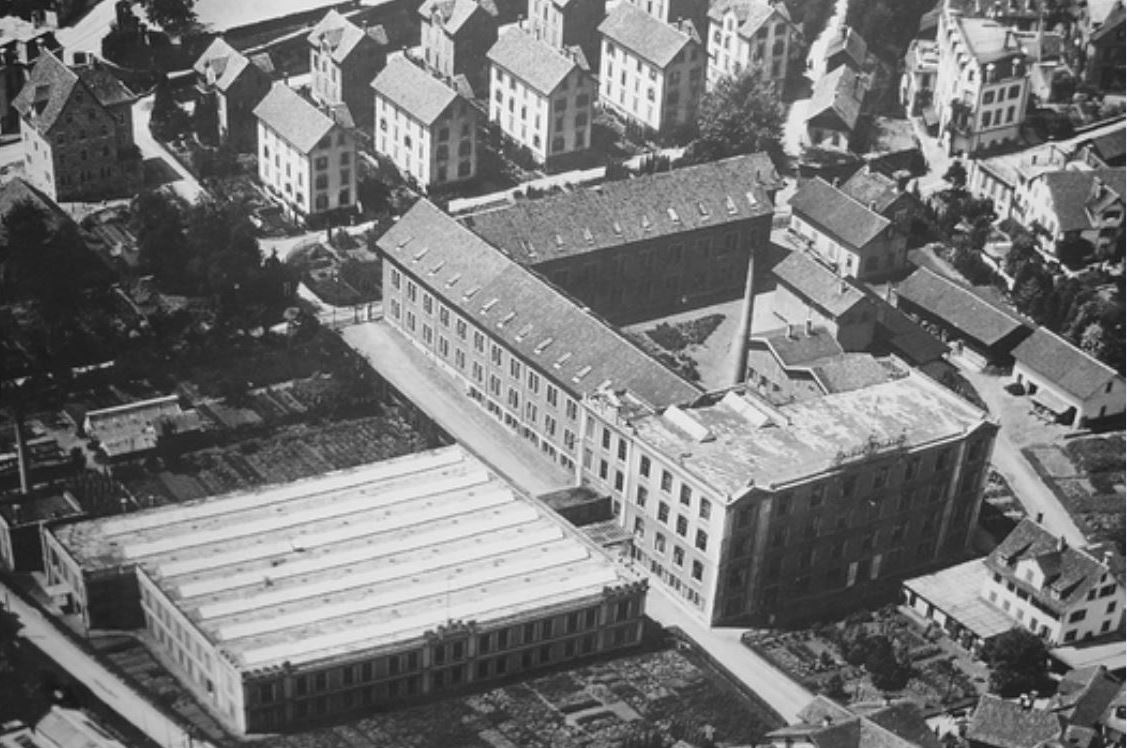
Seidenweberei Gessner AG, Wädenswil um 1915

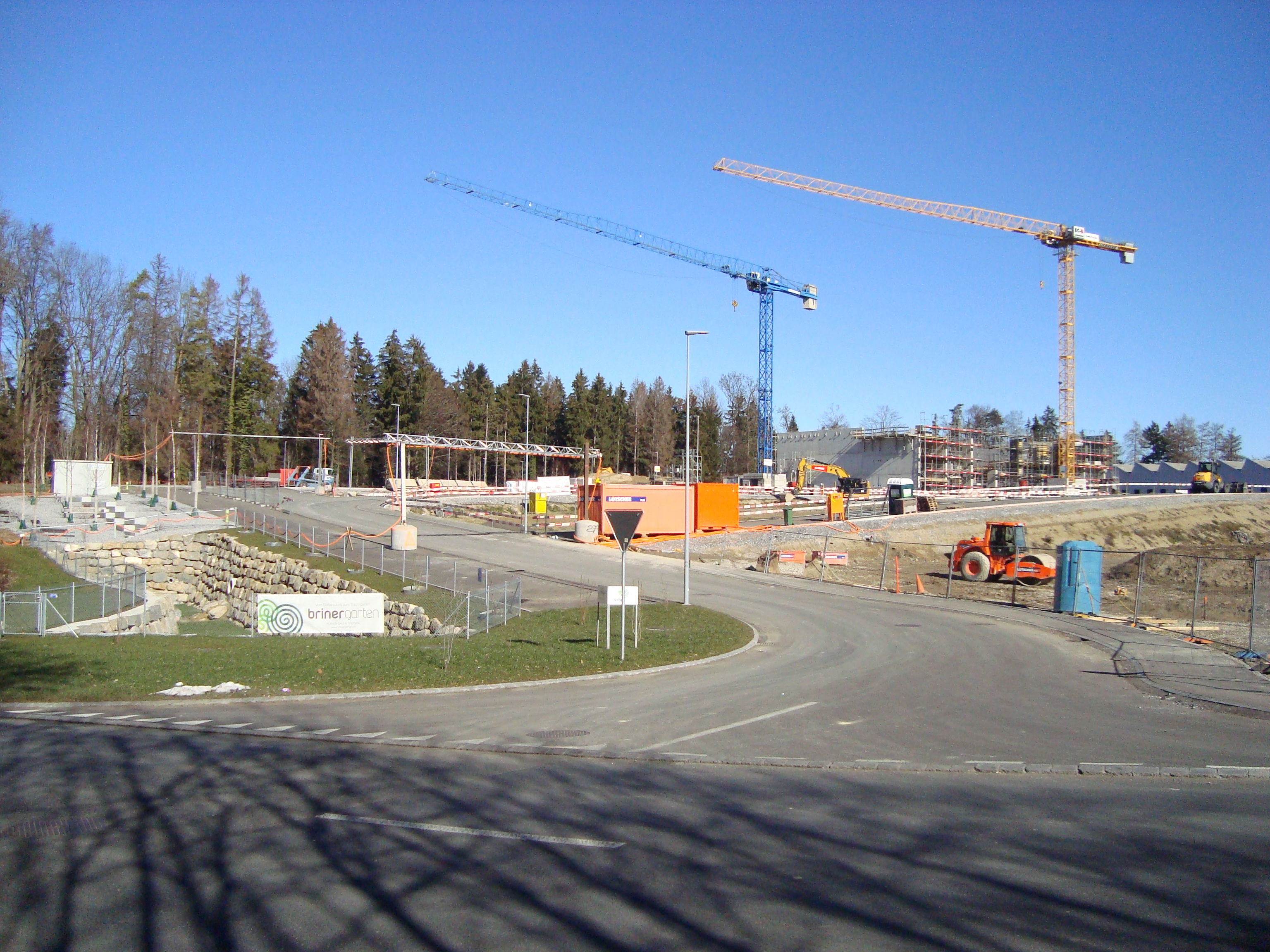
Werkstadt Zürichsee 2019, Stadt Wädenswil, Gebiet Rütihof

Charakteristisch ist das Zusammenspiel von Forschung und Wirtschaft, seit sich Wädenswil nach dem Niedergang der Textilindustrie zum Bildungsstandort gewandelt hat. Entsprechende Initiativen werden von der Gründerorganisation Wädenswil (grow) gefördert. Grösster Arbeitgeber ist die Zürcher Hochschule für Angewandte Wissenschaften, welche in Wädenswil das Departement Life Sciences und Facility Management betreibt.
Die Industrialisierung machte Wädenswil im Lauf des 19. Jahrhunderts zu einem Zentrum der Textilindustrie. Die textile Heimarbeit brachte in den ersten Jahren des 19. Jahrhunderts einen ersten proto-industriellen Aufschwung. Zahlreiche Fabriken entstanden, von denen die 1833 gegründete Seidenweberei Gessner AG heute noch als Immobilienfirma existiert. In den Jahren um 1900 erlebte Wädenswil einen zweiten starken Aufschwung, als die Fabrikarbeit die Heimarbeit ablöste. Neben der Textilindustrie waren die Stärkefabrik Blattmann und die Brauerei Wädenswil wichtige Arbeitgeber. Mitte der 1970er Jahre kam es zum Niedergang der Industrie, die heute nur noch eine unbedeutende Rolle spielt. Blattmann war bis zur Betriebseinstellung 2025 der letzte Hersteller von Stärke in der Schweiz.
Über die Region hinaus bekannt war die Brauerei «Wädi-Brau-Huus» unter anderem durch ein Bio-Hanfbier. Die Traditionsbrauerei, die auf eine fast 200-jährige Geschichte zurückblickt, musste Ende 2024 ihren Betrieb aufgeben. In Wädenswil wird überdies Weinbau betrieben (siehe auch den Artikel Weinbau in der Schweiz).
Schönenberg und Hütten sind landwirtschaftlich geprägt. Eine überregionale Bedeutung hat die Tirggelfabrik Suter in Schönenberg.
Um die Stadt Wädenswil als Wirtschaftsstandort zu stärken, hat der Stadtrat mit Zustimmung von Gemeinderat und der Bevölkerung zwischen 2014 und 2018 im Gebiet Rütihof nähe der Autobahnausfahrt Wädenswil einen Gewerbe- und Innovationspark mit dem Namen «Werkstadt Zürisee» realisiert, mit welchem künftig rund 650 neue Arbeitsplätze in über 20 Betrieben geschaffen werden.

Statistik Anzahl Arbeitsstätten und Beschäftigte Vollzeitäquivalente (VZÄ) Ende 2016:
| Angabe                             | Wädenswil        | Schönenberg      | Hütten           | Wädenswil           |
| ---------------------------------- | ---------------- | ---------------- | ---------------- | ------------------- |
| Gemeindenummer                     | 0142             | 0140             | 0134             | 0293                |
| Gemeinde                           | einzeln (bisher) | einzeln (bisher) | einzeln (bisher) | zusammengeschlossen |
| Arbeitsstätten Total               | 1'600            | 166              | 83               | 1'849               |
| Arbeitsstätten im Primärsektor     | 70               | 45               | 31               | 146                 |
| Arbeitsstätten im Sekundärsektor   | 212              | 31               | 9                | 252                 |
| Arbeitsstätten im Tertiärsektor    | 1'318            | 90               | 43               | 1'451               |
|                                    |                  |                  |                  |                     |
| Betriebe Total                     | 1'600            | 166              | 83               | 1'849               |
| Mikrobetriebe (0–9 VZÄ)            | 1'440            | 160              | 80               | 1'680               |
| Kleine Betriebe (10–49 VZÄ)        | 140              | 6                | 3                | 149                 |
| Mittlere Betriebe (50–249 VZÄ)     | 19               | 0                | 0                | 19                  |
| Grosse Betriebe (250+ VZÄ)         | 1                | 0                | 0                | 1                   |
|                                    |                  |                  |                  |                     |
| Beschäftigte VZÄ Total             | 6'706            | 423              | 156              | 7'285               |
| Beschäftigte VZÄ im Primärsektor   | 127              | 74               | 45               | 246                 |
| Beschäftigte VZÄ im Sekundärsektor | 1'363            | 115              | 11               | 1'489               |
| Beschäftigte VZÄ im Tertiärsektor  | 5'216            | 234              | 100              | 5'550               |

## Verkehr

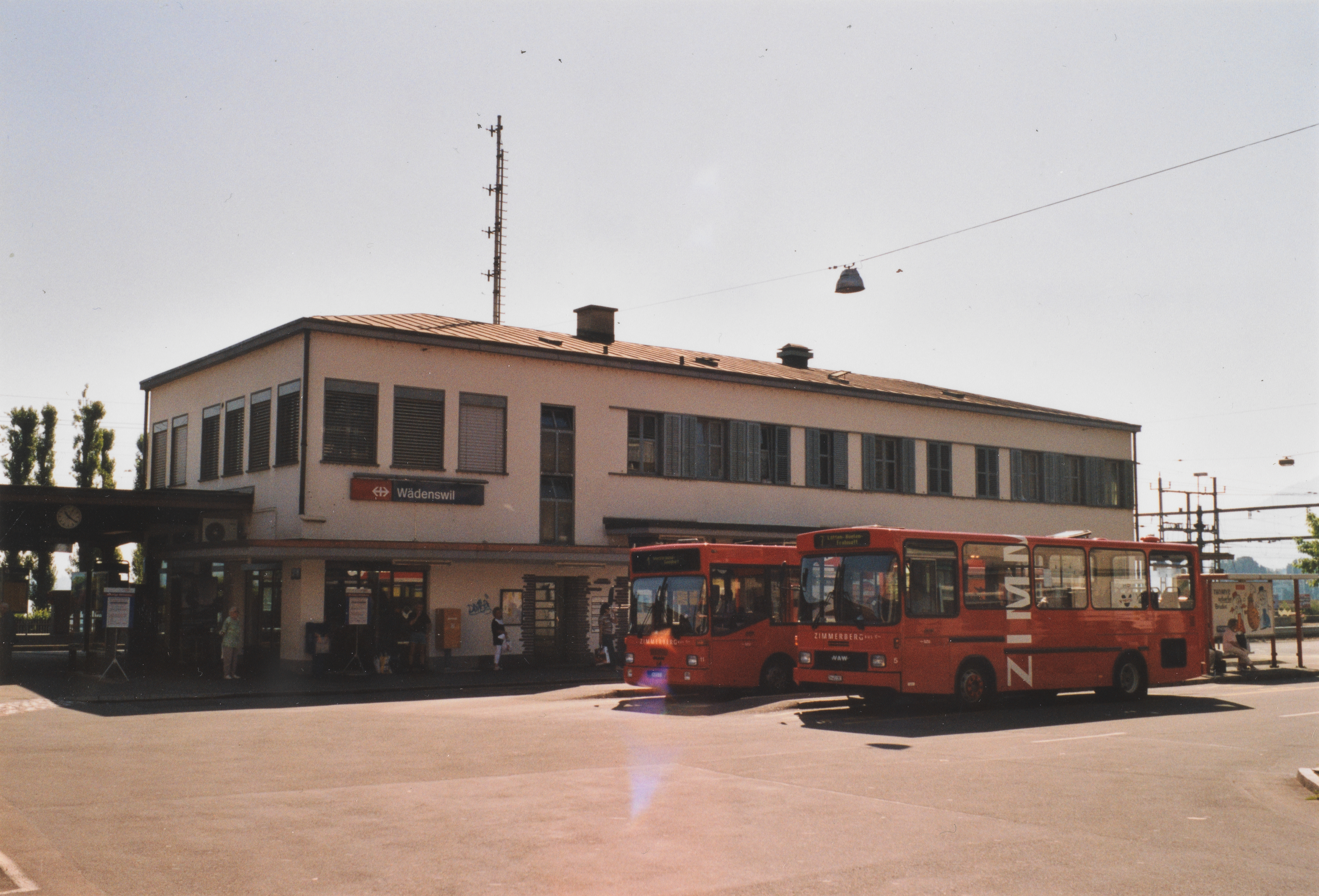
Bahnhof, Strassenseite (2002)

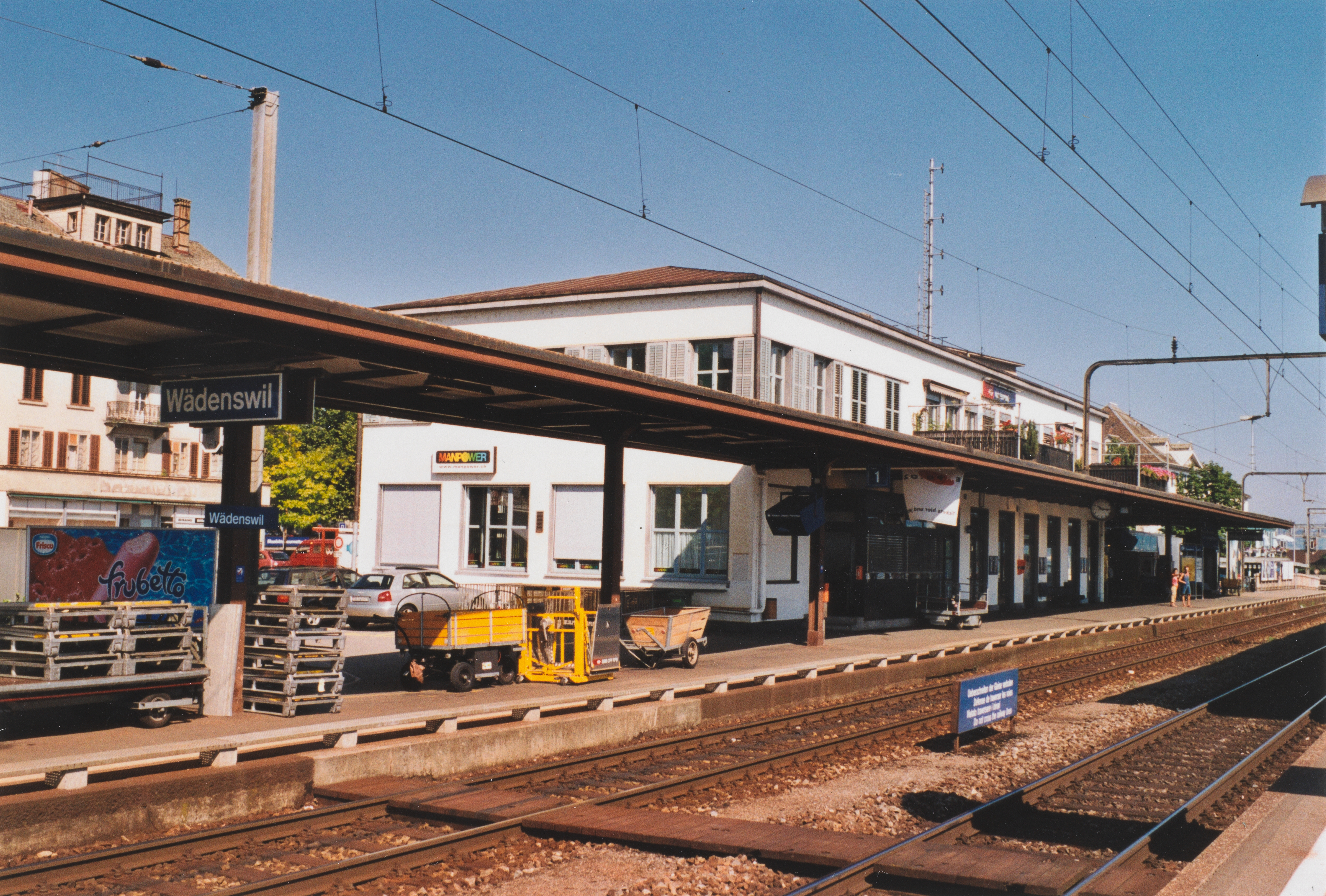
Bahnhof, Bahnseite (2002)

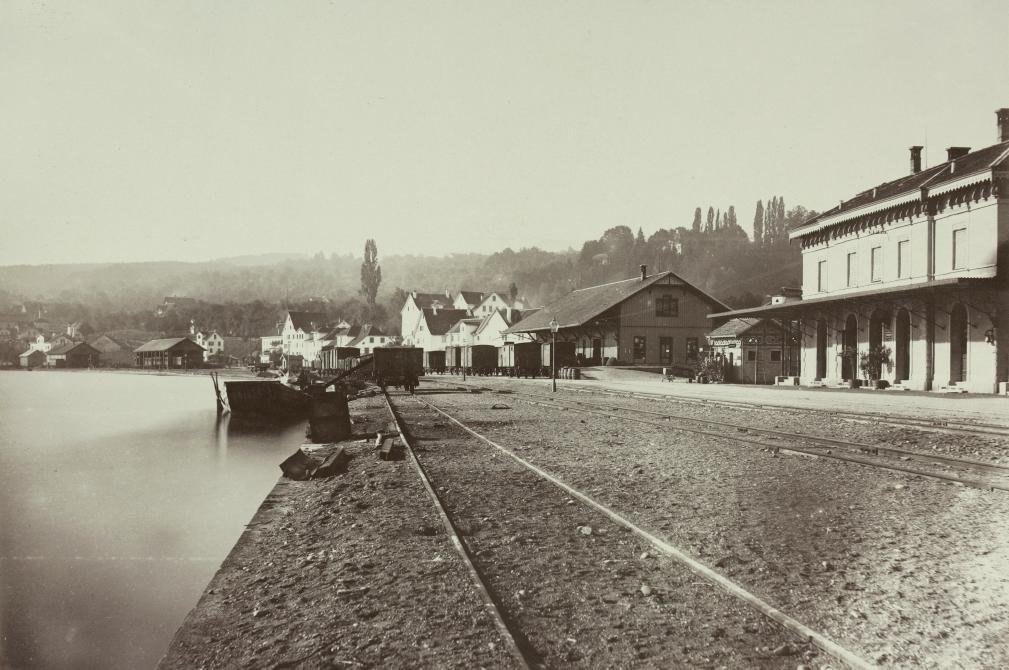
Bahnhof Linksufrige Zürichseebahn (1875)

Alle Ortsteile von Wädenswil sind verkehrstechnisch gut erschlossen:
Buslinien der Zimmerbergbus und Postauto
- 121 Wädenswil, Bahnhof – Au ZH, Bahnhof – Horgen, Bahnhof – Horgen, Spital
- 122 Wädenswil, Bahnhof – Schützenhaus – (Au ZH, Appital oder Wädenswil, Hintere Rüti West)
- 123 Rundkurs ab Wädenswil, Bahnhof via Gulmenmatt und Campus Grüental
- 125 Rundkurs ab Wädenswil, Bahnhof via Reidbach und Staubeweidli
- 126 Wädenswil, Bahnhof – Campus Grüental – Hintere Rüti West
- 127 Rundkurs ab Wädenswil, Bahnhof via Tiefenhofweiher und Frohmatt
- 128 Wädenswil, Bahnhof – Hintere Rüti West (- Feld)
- 129 Wädenswil, Bahnhof – Campus Reidbach (nur Montag bis Freitag)
- 150 Wädenswil, Bahnhof – Schönenberg ZH – Hirzel – Horgenberg – Horgen, Bahnhof
- 160 Wädenswil, Bahnhof – Schönenberg ZH – Hütten, Schöntal

Zudem verkehrt auch ein Nachtbus:
- N28 Au ZH, Bahnhof – Wädenswil, Bahnhof – Wädenswil, Feld – Schönenberg ZH – Hütten, Schöntal

Wädenswil liegt an der Bahnlinie Zürich–Chur und wird von vier S-Bahn-Linien des Zürcher Verkehrsverbunds erschlossen:
- S 2 Zürich Flughafen – Zürich HB – Pfäffikon SZ – Ziegelbrücke
- S 8 Winterthur – Wallisellen – Zürich HB – Thalwil – Pfäffikon SZ
- S 13 Wädenswil – Einsiedeln
- S 25 Zürich HB – Pfäffikon SZ – Glarus – Linthal
- SN8 Pfäffikon ZH – Wallisellen – Zürich HB – Thalwil – Lachen  (ZVV-Nachtnetz)

Fernverkehr:
- 35 Bern – Burgdorf – Olten – Zürich HB – Chur  FS  (Aare Linth)

Die InterRegio-Züge bieten Anschluss an die Strecke Wädenswil–Einsiedeln der Südostbahn. Von Wädenswil aus erschliessen zwei Postauto-Linien Hirzel, Schönenberg und Hütten. Innerhalb der Stadt stehen neun Buslinien zur Verfügung. Über den Zürichsee verkehren von Wädenswil aus regelmässige Kursschiffverbindungen.
Die Autobahn A3 Zürich–Chur sowie die Hirzelpassstrasse Richtung Sihlbrugg erschliessen Wädenswil für den Individualverkehr.

Verkehr in den übrigen Ortsteilen:
- Wädenswiler Berg
- Au
- Schönenberg
- Hütten

## Kunst und Kultur
Wädenswil verfügt mit dem 2003 renovierten «Theater Ticino» und dem «Schloss-Cinéma» über regional bedeutsame Kulturinstitutionen. Daneben sind zahlreiche Kulturveranstalter wie die 1790 gegründete Lesegesellschaft und die «Historische Gesellschaft Wädenswil» tätig. Es gibt zahlreiche Musikvereine wie das Kammerorchester Wädenswil, den Kirchen- und Oratorienchor, den «Musikverein Harmonie Wädenswil», den Brass-Band-Posaunenchor, den Tambourenverein, mehrere Männerchöre, den Konzertveranstalter «ArtArena» und zwei Jazz-Clubs. Wädenswil verfügt über ein reiches Theaterleben. Neben dem Volkstheater Wädenswil sind auch das Seniorentheater Etzelbühne, die Theatergruppe Bühne frei, das Märli-Musical-Theater und die Theatergruppe Luut und Dütlich aktiv.
Die Kunsthalle 8000, die im Herbst 2020 ins Leben gerufen wurde, zeigt in wechselnden Einzel- und Gruppenausstellungen Gegenwartskunst von Schweizer und internationalen Künstlern.
Tradition hat die Chilbi jeweils Ende August, die zu den grössten Kirchweihfesten der Region zählt. Daneben gehört die Fasnacht zu den Höhepunkten des Jahres.
Zu den bekanntesten Persönlichkeiten aus Wädenswil gehört der Landschaftsmaler Johann Gottfried Steffan (1815–1905). Ebenfalls in Wädenswil lebte der Copy-Art-Künstler Bruno Heller (1925–2014). Der Landi-Stuhl von Hans Coray wurde 1939 in Wädenswil entwickelt.

## Schule und Jugend

### Schulen
Wädenswil beherbergt die Zürcher Hochschule für Angewandte Wissenschaften und die Agroscope.
Die Volksschule besteht aus den drei Stufen Kindergarten, Primarschule und Oberstufe. Während die Primarschule Teil der politischen Gemeinde ist, bildet die Oberstufe eine selbständige Schulgemeinde. Diese hält, anders als die parlamentarisch organisierte politische Gemeinde, regelmässig Gemeindeversammlungen ab, an denen alle Stimmbürger der Stadt Wädenswil teilnehmen können. Die Bildung einer Einheitsgemeinde mit der Stadt Wädenswil wurde im November 2021 vom Stimmvolk abgelehnt. Die Oberstufenschule Wädenswil gewann im Jahr 2013 den Schweizer Schulpreis.

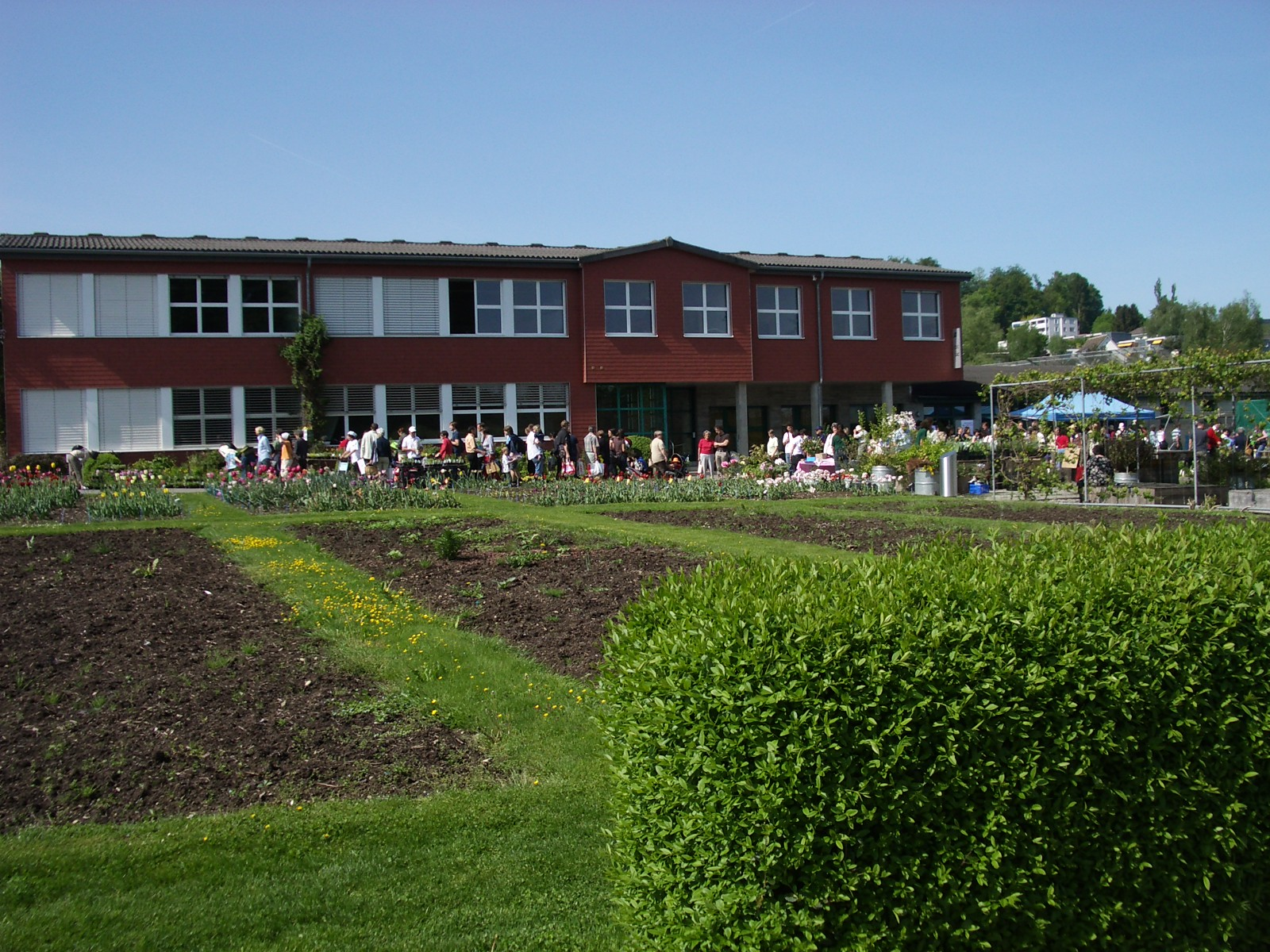
Hochschule Wädenswil, Campus Grüental

Zahlreiche Bildungsinstitutionen sind in Wädenswil beheimatet:
- Zürcher Hochschule für Angewandte Wissenschaften
- Forschungsanstalt Agroscope
- Zurich International School (ZIS)
- Stiftung Bühl
- Regionales Ausbildungszentrum (RAU)
- Berufsbildungszentrum Wädenswil
- Tagungszentrum Schloss Au der Pädagogischen Hochschule Zürich

Im Ort ist die Culture Collection of Switzerland ansässig.

### Jugend
Die offene Jugendarbeit der Stadt Wädenswil arbeitet wirkungszielorientiert. Angelehnt an das jugendpolitische Leitbild verfolgt sie das zentrale und übergeordnete Ziel: Förderung von individueller und gruppenspezifischer Identitätsarbeit bei jungen Menschen zur Erlangung von mehr Eigenständigkeit und Selbstverantwortung, im Rahmen der eigenen Ressourcen, durch die Förderung und Unterstützung der persönlichen Bedürfnisse und Wünsche. Die offene Jugendarbeit der Stadt Wädenswil ist schwerpunktmässig in den Gebieten der Gruppen-, Treffpunkt- und Vernetzungsarbeit tätig. Mit den Jugendhäusern Sust und Adlerburg, den Jugendtreffpunkten in der Au sowie der Jugenddisco G4 betreibt die Stadt Wädenswil aktive Jugendarbeit.
In Wädenswil sind alle grösseren Jugendorganisationen wie Cevi, Pfadi und Jungwacht Blauring vertreten. Der 1862 gegründete «Cevi» ist einer der ältesten Vereine Wädenswils.
In der Jugend-Filmgruppe «WädiWOOD» werden Jungschauspieler ausgebildet. Jährlich wird ein Film produziert. Für den Film Zweite Chance hat WädiWOOD am 21. März 2007 an den Schweizer Jugendfilmtagen den Publikumspreis gewonnen. Seit Sommer 2014 ist die Trägerschaft von WädiWOOD als gemeinnütziger, politisch und konfessionell unabhängiger Verein organisiert.

## Sehenswürdigkeiten
Wädenswil ist dank der prähistorischen Fundstätte Vorder Au Teil des UNESCO-Welterbes «Prähistorische Pfahlbauten um die Alpen».
Ortsteil Wädenswil

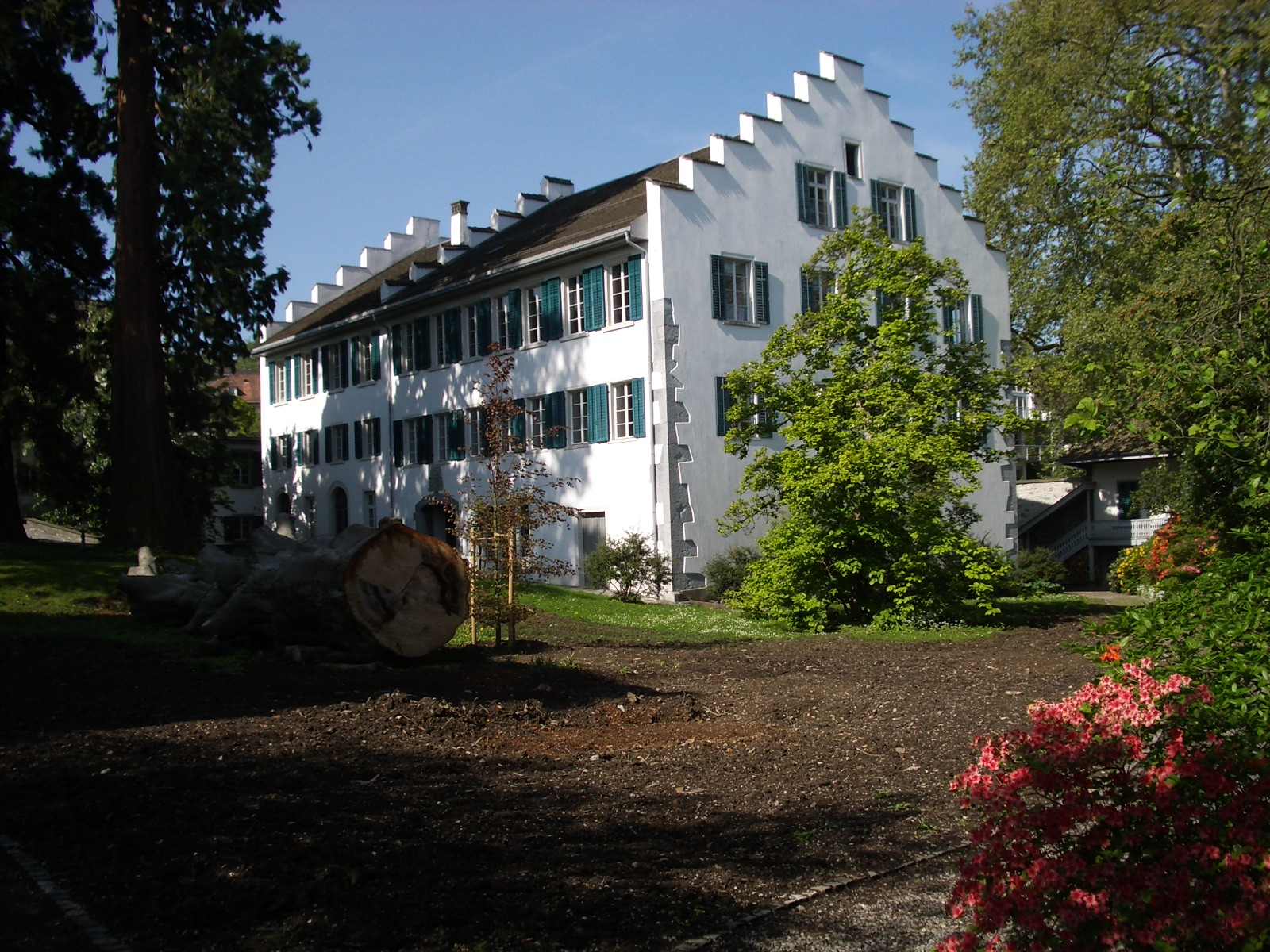
Schloss Wädenswil, Agroscope Changins-Wädenswil

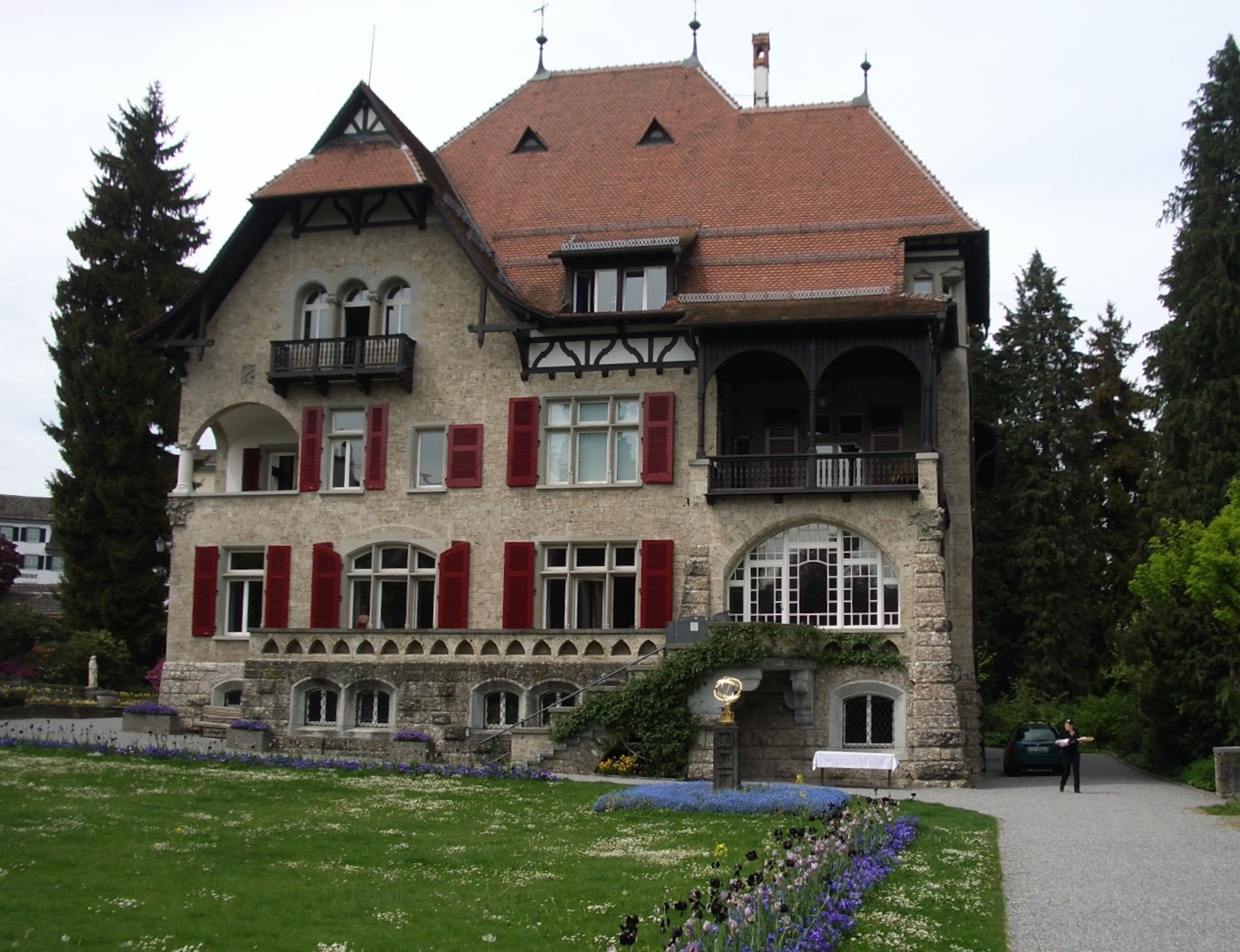
Villa Rosenmatt

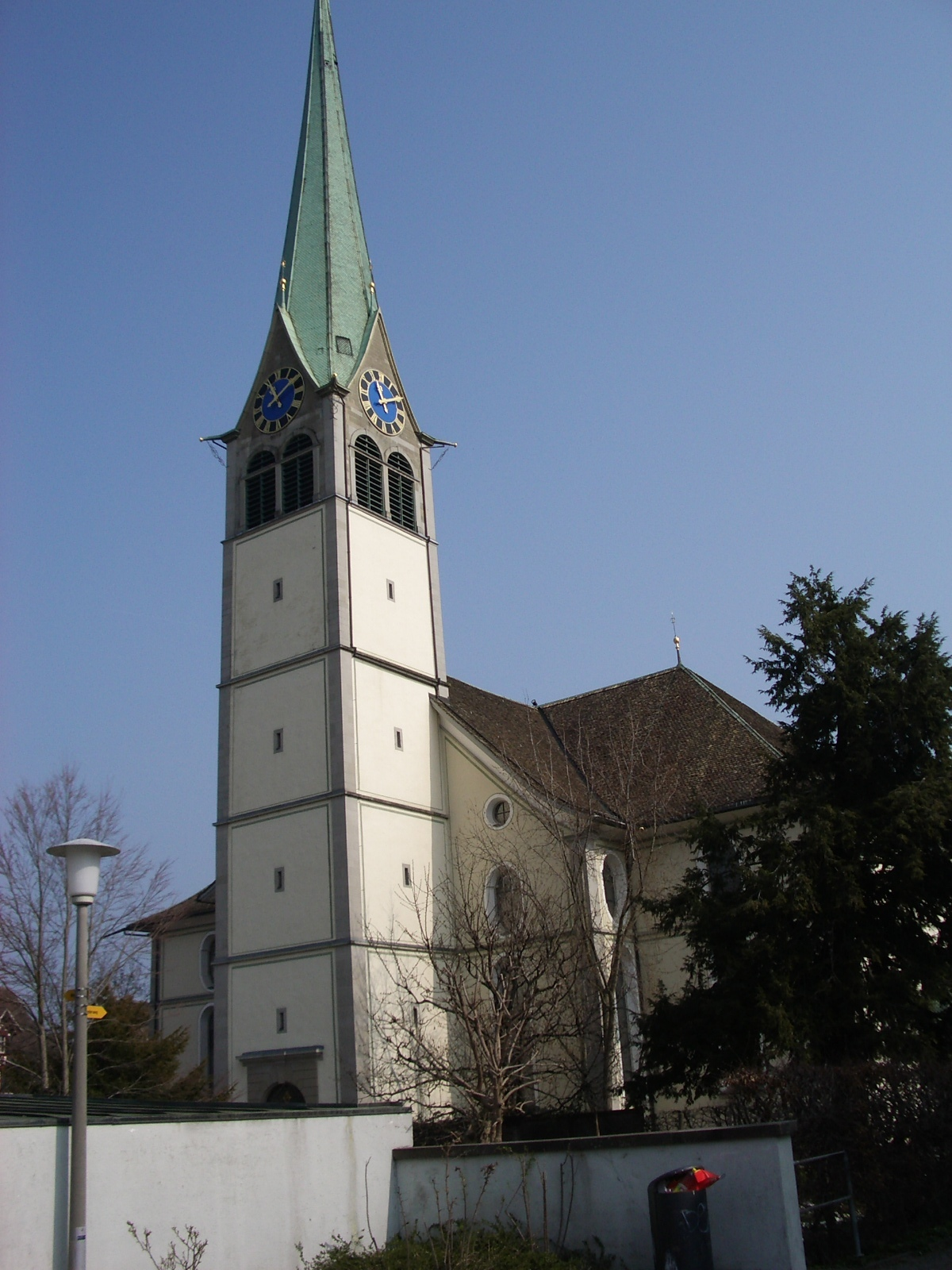
Reformierte Kirche Wädenswil 1764/67

Das Schloss Neu-Wädenswil auf einer Anhöhe über der Stadt geht auf das 16. Jahrhundert zurück, als es Verwaltungssitz der damaligen Landvogtei Wädenswil war. 1804 ist es während der Volksunruhen im Bockenkrieg abgebrannt. Nach dem Wiederaufbau im klassizistischen Stil wurde es 1890 Sitz der Forschungsanstalt Agroscope. Die Burgruine Alt-Wädenswil liegt auf dem Gemeindegebiet von Richterswil.
Im heutigen Stadtzentrum haben sich einige hervorragende historische Bauernhäuser in Fachwerkbauweise erhalten, besonders an der Türgass und an der Leigass. Das prachtvolle 1685 erbaute Fachwerkhaus Zur hohlen Eich war einst Standort des Ortmuseums.
Einige Fabrikantenvillen des 19. Jahrhunderts werden heute öffentlich genutzt und sind zugänglich, darunter die Villa Rosenmatt (Reformiertes Kirchgemeindehaus) und die Villa Neuhof (Städtisches Bauamt). Sie sind von öffentlichen Parkanlagen umgeben. Der Gehülfe, ein Roman von Robert Walser, spielt in Wädenswil. Das Haus «Abendstern» aus dem Roman ist nicht öffentlich zugänglich.
Das Haus Zur Gerbe und das Haus zum Florhof sind zwei stattliche Spinnereigebäude aus dem frühen 19. Jahrhundert. Im Florhof ist heute der Hauptsitz der Stadtverwaltung untergebracht.
Im Quartier Giessen befinden sich zahlreiche Zeugnisse der Industriearchitektur sowie der imposante Giessbachfall.
Über dem Reidbachtobel liegen die Weiler Eichmüli, einst Bauernhof und Spinnerei, heute Nobelrestaurant, und Neuguet, zu dem ein prunkvolles klassizistisches Doppelhaus von 1816 gehört.
Kirchen
Im Ortsteil Wädenswil befinden sich die Kirchen der reformierte Landeskirche und die katholische Kirche. Daneben existieren zahlreiche Freikirchen. Die Friedhofskirche steht allen Konfessionen offen.
Sehenswürdigkeiten in den übrigen Ortsteilen:
- Wädenswiler Berg
- Au
- Schönenberg
- Hütten

## Sport

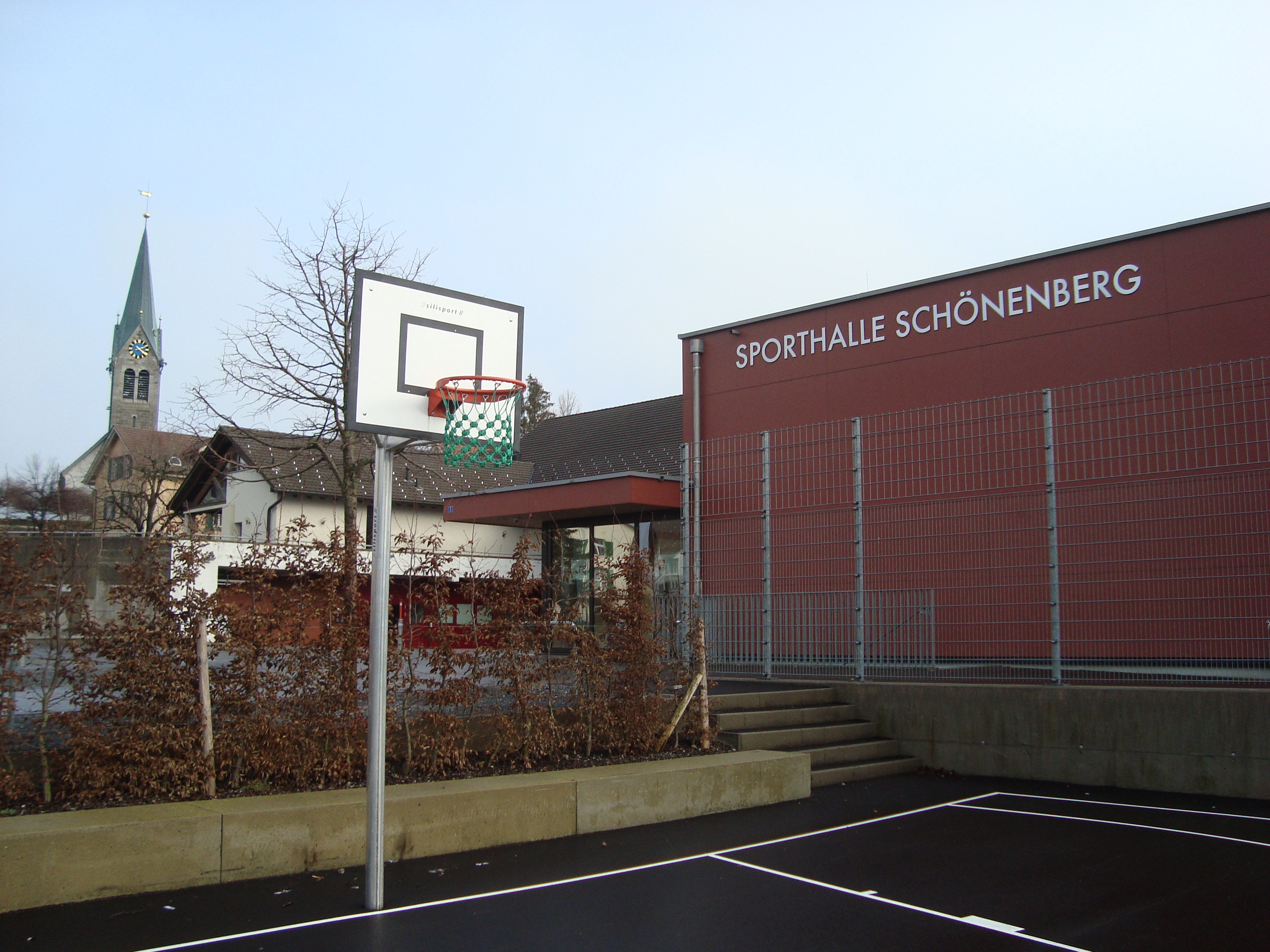
Sporthalle Schönenberg ZH

In Wädenswil gibt es mehrere Sportanlagen, wovon die Anlage Eidmatt und der Fussballplatz des FC Wädenswil in der Beicheln die grössten sind. Neben den Badeanlagen Naglikon, Rothus und Rietliau am Zürichsee und Bad am Hüttnersee verfügt Wädenswil auch über zwei Hallenbäder: Untermosen und Steinacher. Mit dem Gemeindezusammenschluss vom 1. Januar 2019 gehören auch die Sportanlagen von Schönenberg und Hütten zur Stadt Wädenswil.
- Der Fussballclub Wädenswil ist der populärste Sportverein der Stadt und war Ende der achtziger Jahre und Anfangs der Neunziger der Fussballverein mit den meisten Mitgliedern in der Schweiz. Die 1. Mannschaft des FCW spielt in der 2. Liga.
- Der Handballclub Wädenswil stieg 2015 in die Nationalliga B auf.
- Erfolgreich ist der Tischtennisclub Wädenswil, der bereits über mehrere Jahre in der höchsten Spielklasse der Schweiz vertreten ist.
- Der Turnverein Wädenswil wurde 1848 gegründet und zählt über 700 Mitglieder im Spitzen- und Breitensport.[35]
- Ende der Saison 2007 löste sich der nur an einem regionalen Spielbetrieb und Turnieren beteiligte Inlinehockeyclub «Schneepilze Wädenswil», der die Meisterschaft acht Mal von neun Teilnahmen gewonnen hatte (1999–2001, 2003–2007).
- Der neuste Sportverein in Wädenswil ist der Unihockeyclub «Wadin Knights». Er wurde im Jahre 2000 gegründet.
- Der 1901 gegründete Ruderverein «Seeclub Wädenswil» verfügt über eine Regattaabteilung und stellte schon Teilnehmer für Weltmeisterschaften, Olympiaden und nationale Wettkämpfe.

## Sonstiges

### Wädensville
Seit in den Jahren 1973 bis 1978 entlang der Hauptverkehrsachse Zugerstrasse das Zentrum umgestaltet wurde, beschäftigen ungelöste Verkehrsfragen die Politik. 1996 unterzeichneten dazu alle Parteien ein «Postulat offene Zentrumsplanung», das im Sande verlief. 2002 lancierte der Stadtrat das Planungsprojekt «Wädensville». Es dient als Plattform zur Diskussion offener Planungsfragen, die zu einer Lösung namentlich am Bahnhofplatz führen sollen. 2006 entschieden die Einwohner der Stadt, dass das veraltete Dosenbach-Haus am Bahnhof abgerissen wird und stattdessen die Bushaltestelle vergrössert und  überdacht wird.

### Fluglärm
Wädenswil liegt im Süden des Flughafens Zürich. Ein Teil der Bevölkerung fühlt sich dadurch seit Oktober 2003 vom Fluglärm durch die so genannten Südanflüge sowie seit Inbetriebnahme des Instrumentenlandesystems (ILS) für Piste 28 am Flughafen Zürich im Oktober 2006 auch durch die so genannten Ostanflüge belästigt, die entgegen der entsprechenden Raumplanung stattfinden. Im Verein Flugschneise Süd – NEIN (VFSN), der in Wädenswil über eine Sektion verfügt, organisiert sich der Widerstand gegen diesen Fluglärm. Der Fluglärm, der insbesondere an Wochenenden erheblich ist, wird lokal gemessen.

## Persönlichkeiten

### Mit Geburtsort Wädenswil
- Johann Jakob Hofmann (1730–1772), Zeichner und Kupferstecher
- Heinrich Brupacher (1758–1835), Maler und Zeichner
- Hans Conrad von Orelli (1770–1826), evangelischer Geistlicher und Hochschullehrer in Zürich
- Rudolf Diezinger (1770–1847), Geometer
- Johann Caspar von Orelli (1787–1849), Bibliothekar und Theologe
- Karl Adolf Huber (1811–1889), Politiker und Jurist
- Johann Gottfried Steffan (1815–1905), Landschaftsmaler
- Eduard Suter (1820–1891), Jurist und Politiker
- Julius Hauser (1834–1897), Gründer von sozialen Einrichtungen
- Carl Eschmann-Dumur (1835–1913), Klavierpädagoge
- Walter Hauser (1837–1902), Eisenbahnpionier, Bundesrat
- Edmund Höhn (1838–1899), Eidgenössischer Oberpostdirektor
- Hans Wilhelm Auer (1847–1906), Architekt
- Emil Gessner (1848–1917), Seidenfabrikant und Kantonsrat
- Emil Rellstab (1853–1922), Landwirt und Politiker
- Rudolf Zinggeler (1864–1954), Fotograf
- Robert Haab (1865–1939), Eisenbahnpionier, Bundesrat
- Rudolf Streuli (1871–1943), Politiker
- Sophie Hauser (1872–1945), Malerin, Grafikerin und Exlibriskünstlerin
- Otto Hauser (1874–1932), Archäologe
- Johann Jakob Nater (1878–1972), Organist und Hochschullehrer
- Carl Felber (1880–1932), Maler und Radierer
- Milly Ganz (1882–1969), Schriftstellerin
- Paul Felix (1885–1956), Schriftsteller
- Karl Stamm (1890–1919), Schriftsteller
- Paul Haldimann (1893–1951), Maler und Zeichner
- Ernst Denzler (1898–1996), Zeichner, Maler und Radierer
- Heinrich Brändli (1900–1981), Gemeindepräsident und Nationalrat
- Fritz Stüssi (1901–1981), Bauingenieur und ETH Professor
- Hildegard Weber-Lipsi (1901–2000), Künstlerin
- Hans Fürst (1902–1968), Bundesanwalt
- Heinrich Funk (1904–1977), Organist und Komponist
- Albert Hauser (1914–2013), Historiker
- Hans F. Geyer, eigentlich Hans Rütter (1915–1997), Philosoph
- Walter Lehmann (1919–2017), Turner
- Felix Rellstab (1924–1999), Regisseur, Theaterpädagoge, Dramatiker und Schauspieler
- Paul Wild (1925–2014), Astronom
- Hans Zeller (1926–2014), Literaturwissenschaftler, Hochschullehrer
- Regula Humm-Rellstab (1929), Bildende Künstlerin
- Max Rüeger (1934–2009), Radiomoderator und Autor
- Viktor Schobinger (* 1934), Mundartschriftsteller und Sprachforscher
- Peter Ziegler (1937–2024), Historiker und Hochschullehrer
- Karin Ott (* 1945), Sopranistin
- Reto Weiler (* 1947), Neurobiologe
- Josy Gyr (1949–2007), Nationalrätin
- Ernst Stocker (* 1955), Regierungsrat des Kantons Zürich
- Daniel Wyder (* 1962), Radrennfahrer
- Peter Walt (* 1964), Radiomoderator
- Michael Erdlen (* 1970), Ruderer
- Claudia Rütsche (* 1970), Historikerin, Paläontologin und Kuratorin
- Jurczok 1001 (* 1974), Lyriker und Musiker
- Gürkan Sermeter (* 1974), Fussballer (Schweizer Meister 1995)
- Ben Ruedinger (* 1975), Schauspieler
- Alain Nef (* 1982), Profi-Fussballer
- Tumen (* 1992), Rap-Musiker

### Mit Wohn- oder Wirkungsort Wädenswil
- Bernhard von Cham (1508–1571), Landvogt und Zürcher Bürgermeister
- Hans Rudolf Werdmüller (1614–1677), General
- Johann Georg Werdmüller (1616–1678), Landvogt und Festungsingenieur
- Hans Ulrich Lochmann (1700–1777), Landvogt und General
- Hans Jakob Nägeli (1736–1806), Theologe und Komponist
- Hans Conrad Escher (vom Luchs) (1743–1814), Landvogt
- Rudolf Diezinger (1770–1847), Geometer
- Christian Friedrich Kranich (1784–1849), Dichter und Theologe
- Hans Jakob Pestalozzi (1801–1874), Jurist und Politiker
- Johann Jakob Reithard (1805–1857), Dichter und Pädagoge
- August Gessner (1815–1896), Seidenfabrikant
- Johann Jakob Nater (1826–1906), Komponist und Organist
- Michael Weber (1827–1885), Braumeister
- Johann Caspar Willi (1829–1905), Komponist und Lehrer
- Karl Schweizer (1843–1912), Architekt
- Hermann Müller-Thurgau (1850–1927), Önologe und Weinzüchter
- Rudolf Fisch (1856–1946), Missionsarzt
- Albert Walder (1861–1930), Lehrer
- Adam Maurizio (1862–1941), Botaniker und Ernährungshistoriker
- Walter Wyssling (1862–1945), Ingenieur und Physiker
- Max Ringeisen (1863–1945), Komponist und Musiker
- Fanny Moser (1872–1953), Zoologin und Parapsychologin
- Johannes Hirt (1873–1930), Lehrer und Schulleiter
- Fritz Stüssi (1874–1923), Komponist, Organist, Pianist und Dirigent
- Mentona Moser (1874–1971), Schriftstellerin
- Robert Walser (1878–1956), Schriftsteller
- Johann Heinrich Müller (1874–1959), Dirigent und Komponist
- Albert Kölla (1889–1988), Architekt
- Hans Streuli (1892–1970), Architekt und Bundesrat
- Fritz Kobel (1896–1981), Önologe und Direktor der eidg. Forschungsanstalt für Weinbau
- Hans Coray (1906–1991), Künstler und Möbel-Designer
- Otto Würsch (1908–1962), Dirigent
- Hans Fischli (1909–1989), Architekt und Bildhauer
- Karl Kuprecht (1912–2002), Dichter, Historiker und Journalist
- Josef Wyss (1922–2005), Bildhauer
- Ambrosius Humm (1924–2018), Maler und Bühnenbildner
- Bruno Heller (1925–2014), Copy-Art-Künstler
- Peter Friedli (* 1937), Kalligraph und Kurator
- Bruno Ganz (1941–2019), Film- und Bühnenschauspieler, lebte die letzten Lebensjahre in Au
- Albert A. Stahel (* 1943), Politikwissenschaftler und Gemeinderat
- Gion Battesta Spescha (* 1944), Dichter
- Jürgen Dunsch (* 1948), Journalist
- Thomas Weibel (* 1954), Forstwissenschaftler und Nationalrat
- Katharina Geiser (* 1956), Schriftstellerin
- Julia Gerber Rüegg (* 1957), Politikerin und Gewerkschafterin
- Bernhard Echte (* 1958), Literaturwissenschaftler
- Andrew Bond (* 1965), Musiker und Schriftsteller mit Fokus auf Kinderlieder
- Markus Somm (* 1965), Journalist, Publizist, Verleger und Historiker
- Philipp Kutter (* 1975), Stadtpräsident und Nationalrat
- Carin Caduff (* 1988), Schriftstellerin
- Äneas Humm (* 1995), Opernsänger